# Claude Goiran
Pour l’article homonyme, voir Claude Goyrand.
Claude Goiran est un peintre, sculpteur et vidéaste français né à Nice le 22 janvier 1960.

## Biographie

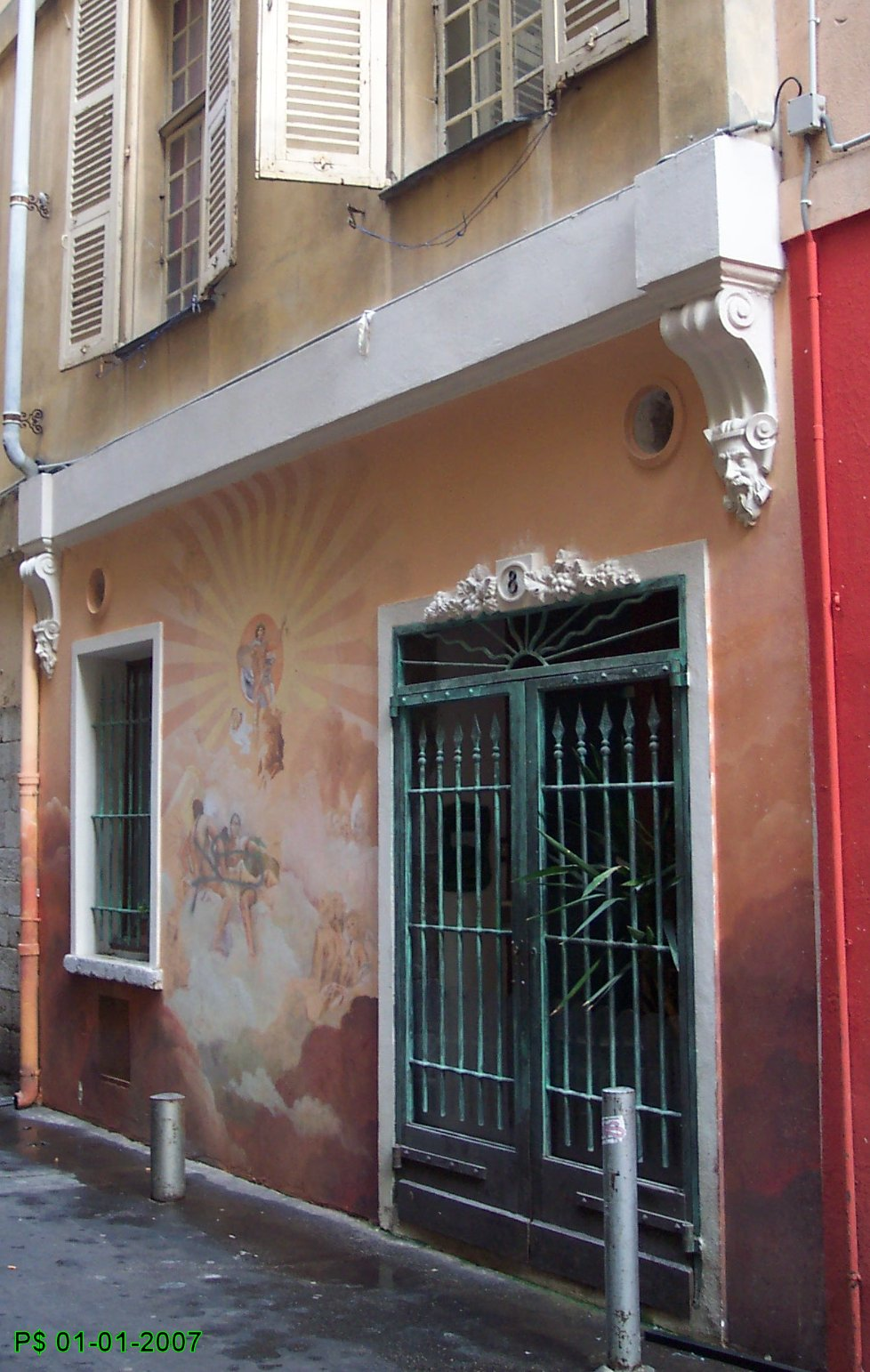
8, rue Saint-Vincent, Nice.

### Nice, du Surréalisme à «l'Atelier»
Initialement passionné par le Surréalisme, Claude Goiran abandonne des études de psychologie qui le déçoivent pour travailler dans une usine d'armement tout en pratiquant solitairement la peinture, alors dans le registre d'une sorte de pointillisme semi-abstrait, sur des toiles où il intègre parfois des objets ou des fragments de tissus.
C'est par Ben, dont il reçoit les encouragements dès 1980, que Claude Goiran fait la connaissance de Patrick Lanneau — dont il demeurera l'ami — et qu'il intègre ainsi rapidement le groupe de « l'Atelier », collectif de jeunes artistes fondé par ce dernier avec notamment Denis Castellas, Frédéric Fenollabbate, Gérard Serée (en), Henri Fabregat et Gérald Thupinier, installé au 8, rue Saint-Vincent et auquel vont s'intéresser les galeristes niçois Anne et Jean-Pierre Roger, puis Hélène Jourdan-Gassin.

### Lescrânes noir/bleu, lesSioux, lesdromadaires, lescœurs…
On trouve en 1983 Claude Goiran parmi les membres du groupe de « l'Atelier » qui, au Grand Palais de Paris, marquent le Salon de la Jeune Peinture de leur participation « jeune et humaniste », de même que dans le cycle d'expositions Peinture fraîche de la galerie des Ponchettes à Nice avec sa série des crânes noir/bleu : ces travaux, alors analysés par Alfred Angelleti, consistent à recouvrir des surfaces très colorées sur lesquelles il peint des crânes en noir et en bleu et où il gratte la matière pour faire ressortir les couleurs éclatantes.
On observe dans la même période sa fascination pour les Amérindiens qui l'amène dans une part de son œuvre à « transposer l'atmosphère de leurs traditions folkloriques ou cultuelles ». C'est là le peuple sioux qui l'intéresse particulièrement du fait de sa difficulté à faire survivre sa culture, ce en quoi il établit une relation identitaire avec la culture niçoise et la régression de la langue niçoise traditionnelle occitane dont la défense l'a, dès 1975, fait se rapprocher du poète Jean-Luc Sauvaigo et du compositeur-chanteur Mauris Sgaravizzi.
En 1981, Claude Goiran s'installe pour une durée de trois années à Aix-en-Provence afin d'y suivre des études d'éducateur spécialisé qui le conduisent à un diplôme en 1984. Étendant son cycle noir/bleu des crânes aux squelettes, aux paysages, aux oiseaux, aux dromadaires, aux cœurs (thèmes qui demeureront de même durablement récurrents dans sa peinture), s'y efforçant toujours, par le grattage de la surface sombre des toiles, d'établir une ouverture sur la lumière intérieure des choses, il vit ensuite successivement à Montreuil-sous-Bois (retrouvant ainsi Patrick Lanneau alors installé à Paris) jusqu'en 2003, puis dans le Vaucluse (successivement à Carpentras et à Beaumes-de-Venise) jusqu'en 2013, pour enfin revenir à Nice.

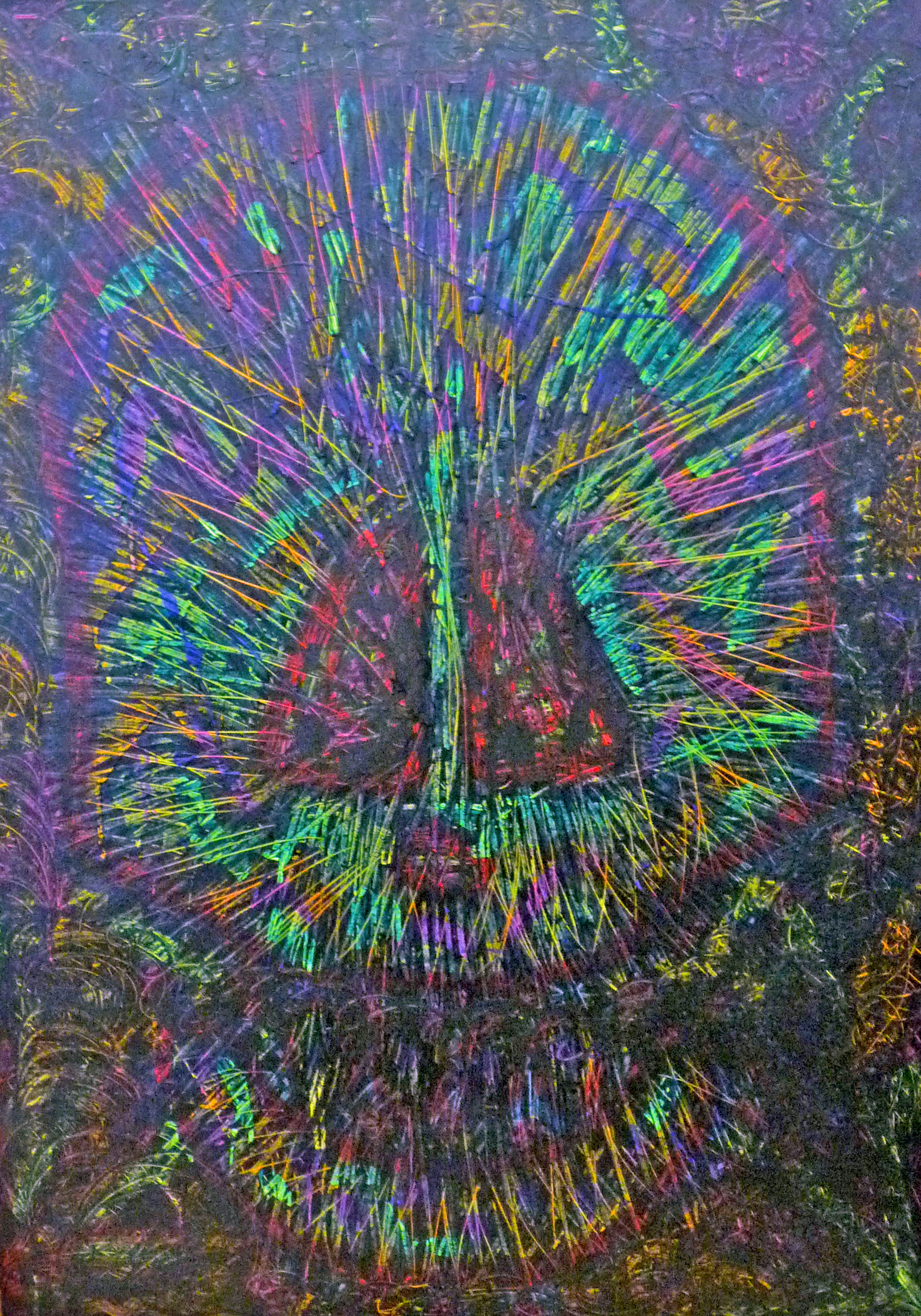
Sans titre, acrylique et huile sur toile 100x100cm, 1982
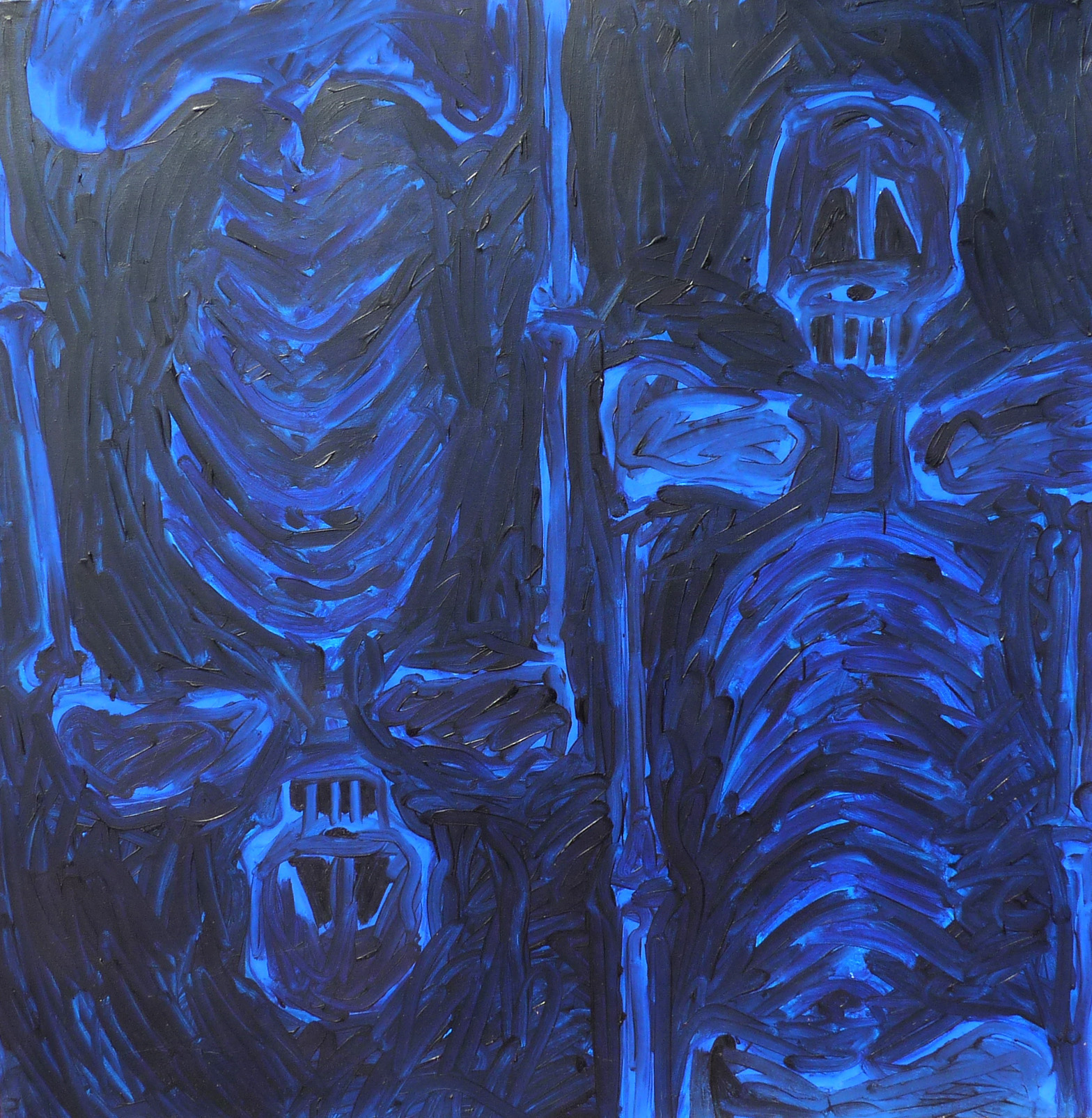
Sans titre, acrylique et huile sur toile 120x80cm, 1983
- Sans titre, huile sur toile 100x100cm, 1985

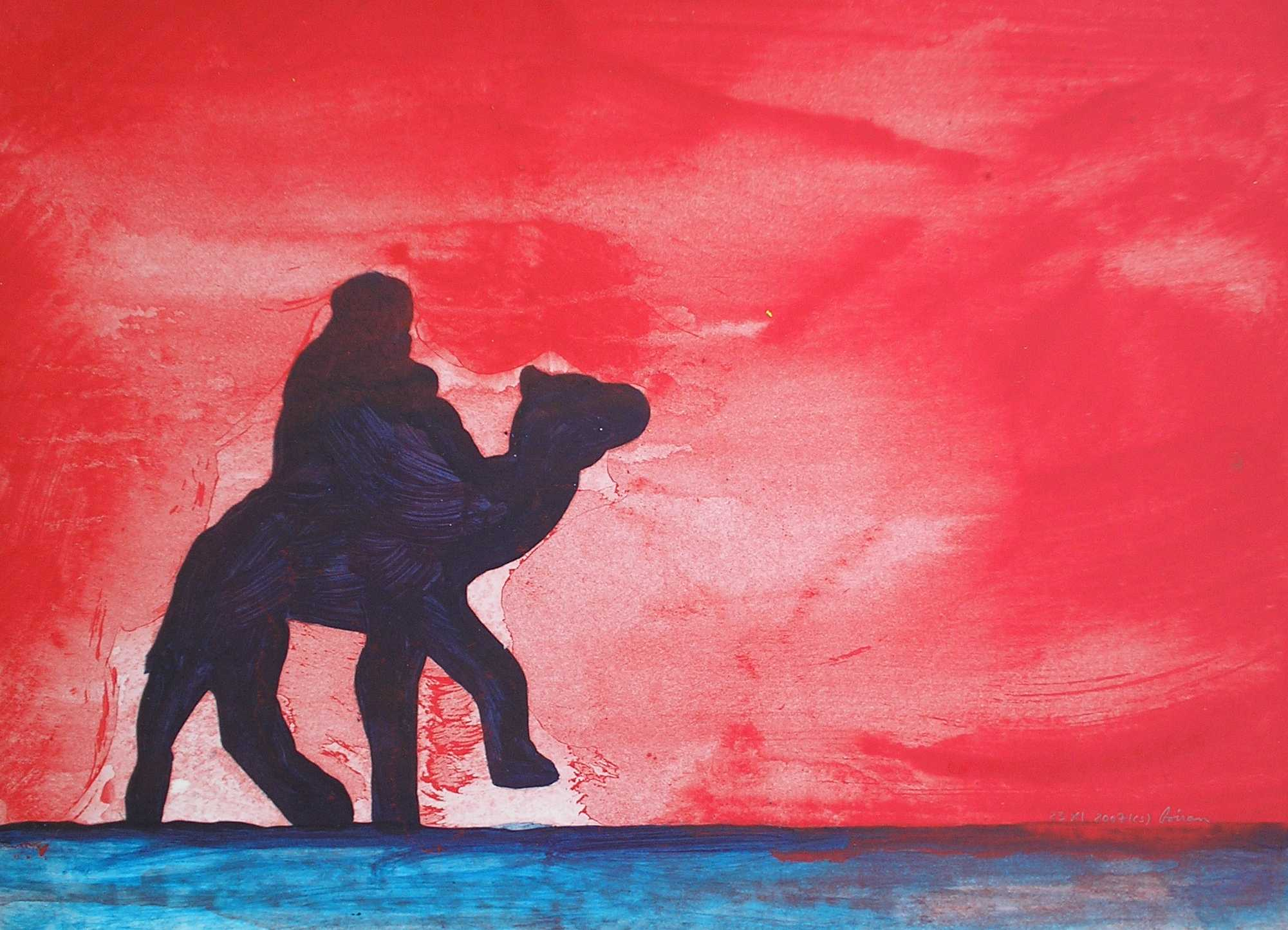
Sans titre (série des dromadaires), huile sur panneau, 20x25cm, 1996
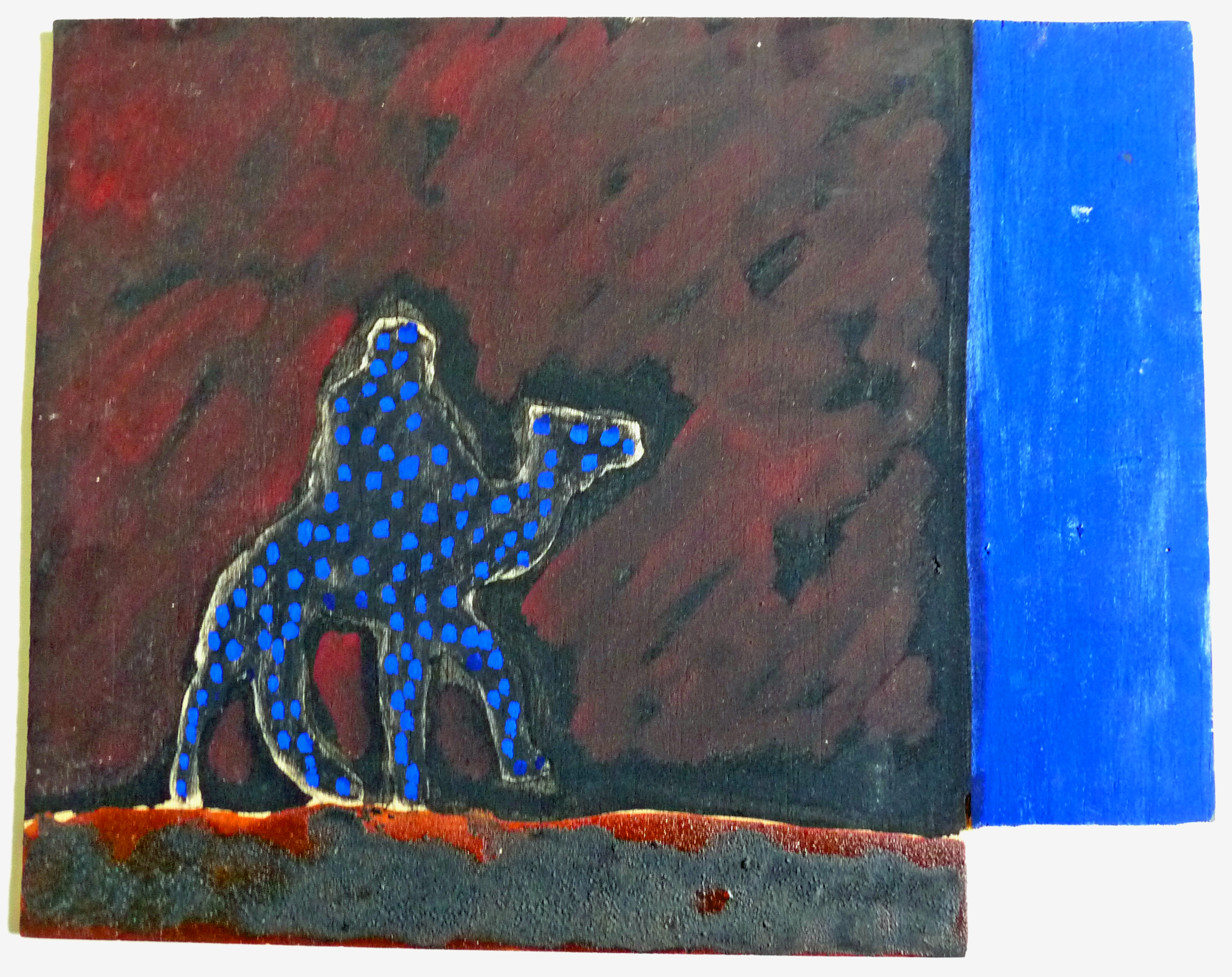
Sans titre (série des dromadaires), huile sur panneau, 20x30cm, 2007
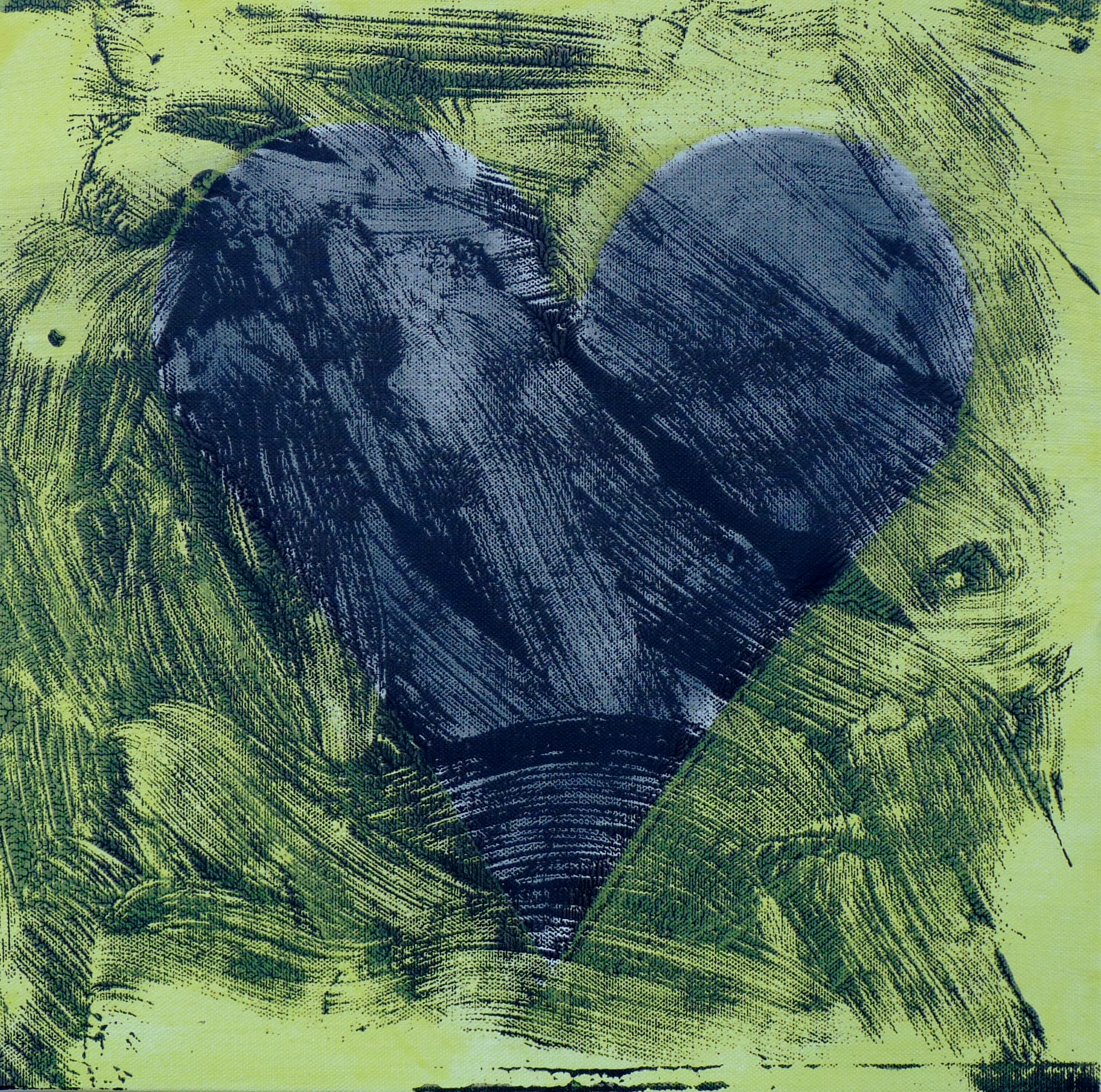
Sans titre (série des cœurs), acrylique sur toile, 40x40cm, 2010
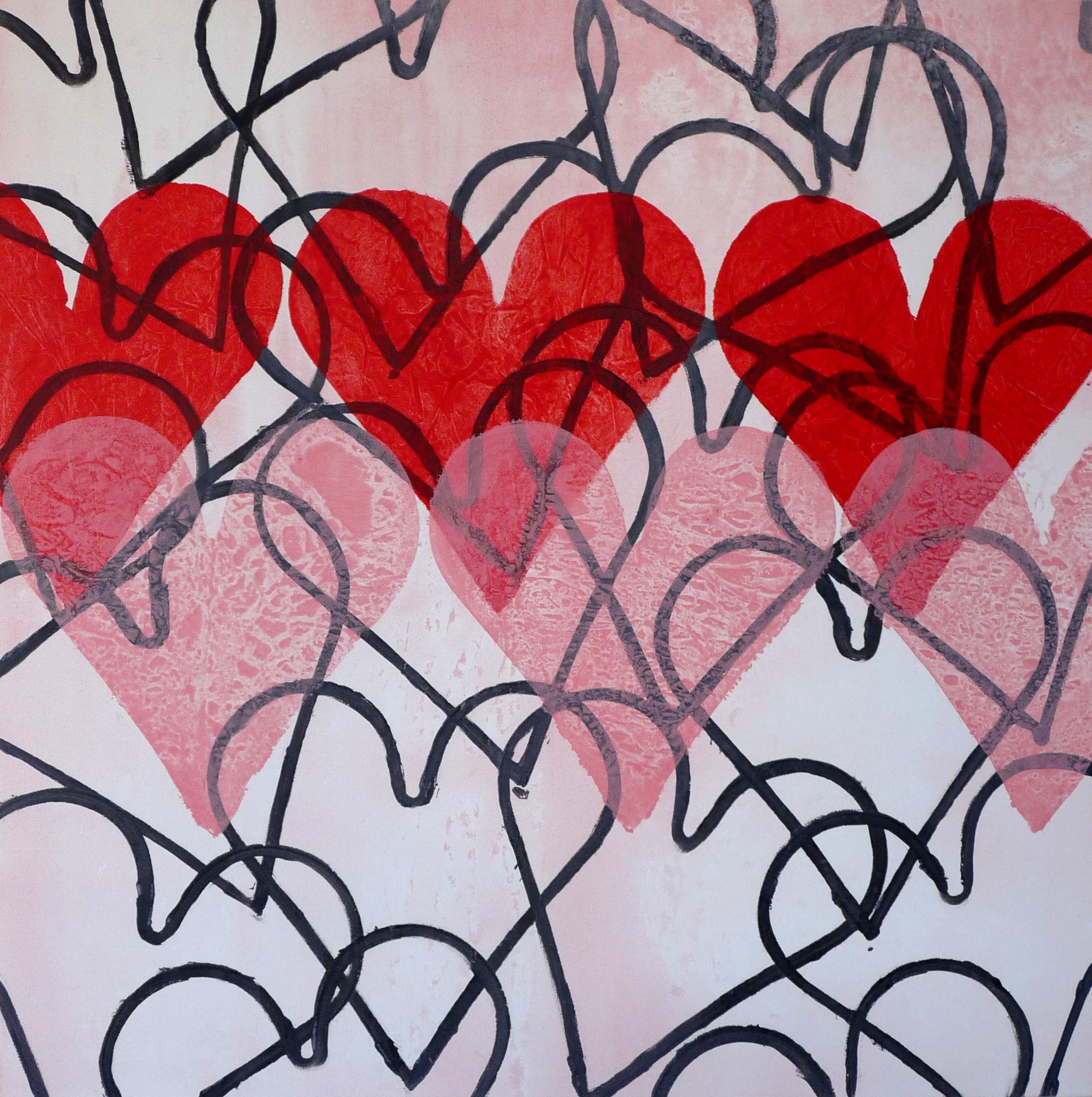
Sans titre (série des cœurs), acrylique sur toile, 80x80cm, 2010

### Liberté

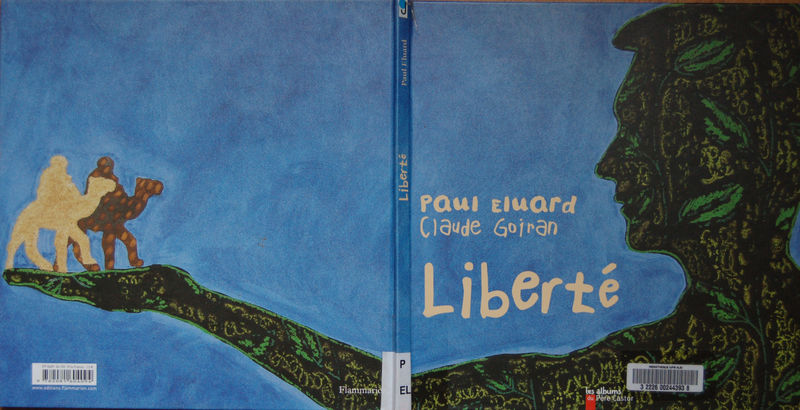
Liberté, Flammarion, 1997

La contribution de Claude Goiran à l'édition du poème de Paul Éluard Liberté — « des peintures chargées de sens, très denses, à peine figuratives » —, constituée de 22 doubles pages où « l'illustration contraste avec le texte en vis-a-vis, car elle est peinte à fond perdu et occupe donc tout l'espace de la page », relève pour Christine Boutevin d'un parti-pris qu'elle explore : « Alors que les vers respirent grâce au blanc qui les entoure, l'image, éclatante de couleurs, explose à droite ; la luminosité du blanc pour le fond du papier illumine le texte, tandis que l'éclat des illustrations provient du bleu, du rouge, du jaune étalés sur la feuille. Un deuxième contrepoint apparaît : à la régularité des strophes du poème répond la variété des techniques et des matériaux utilisés. Chaque image crée une sensation nouvelle. Elle rompt le rythme régulier du texte. De ce fait, la lecture est une surprise esthétique à chaque tourne de page ». L'analyse du même album par Bernard Friot abonde dans ce sens : « le découpage du texte en doubles pages est dicté par sa structure, marquée par la répétition de J'écris ton nom, refrain qui devient lui-même illustration grâce aux jeux de typographie. On entend une voix qui clame, murmure, interroge, répète, scande, utilisant des inflexions différentes, en accord avec les ambiances contrastées crées par les illustrations aux styles les plus divers ».

### Le vol du vautour
Claude Goiran donne sens lui-même au grand thème qu'il explore à partir de 1995 et qu'il appelle, car à cela il apparente sa démarche, « le vol du vautour », en détaillant sans détours la froide méthodologie de cette part thanatologique de son œuvre, la segmentant en un « amont » et un « aval » :
« En amont, un travail essentiel est de trouver les lieux de matières premières, il faut parfois suivre le vol du vautour qui conduit aux charniers, sauvages ou organisés. Sur les charniers, au milieu des odeurs de boue, de végétaux et de carcasses en décomposition, commencer par photographier et filmer les animaux. Puis récupérer les pièces importantes. Décapiter les cadavres avec la machette. Charger en vrac plumes, os divers, crânes, mandibules, laine… Ne récupérer si possible que les pièces propres, sans viande. Les animaux domestiques sont essentiellement brebis, bélier, vache, veau, porc, cheval, âne et chèvre. On trouve parfois des carnassiers : chiens, putois… Et des animaux sauvages : chevreuil… Puis il faut classer les éléments par famille : les crânes cassés, les crânes cornus, les dents, les mandibules, les cornes, les vertèbres… Et les emballer pour les expédier après sélection. À l'atelier, il faut brûler les os, faire sécher les excréments de brebis et les réduire en poudre. Il faut conserver le sang au frais. La palette est prête. »
« En aval, travail d'atelier. Croquis au crayon. Étude sur grand papier avec les trois éléments : sang, excrément, os brûlé. Peindre sur toile libre et sur châssis, sur crâne, plume et os. Empreinte de plume de vautour, pochoir de crâne de vache, brebis, cheval… Parfois peindre avec les mains, le sang sur les mains, sur les pieds. Mettre le sang partout, sur le papier, sur la toile, sur le corps… Avec l'excrément comme couleur. Et le noir de l'os brûlé brille comme diamant au soleil. Travailler les ossements, les assembler, les relier, les recomposer, les reconstruire après les avoir détruits. Être sang, merde et os. Être comme le vautour et comme le cadavre décomposé, être la vie nourrie de mort et la mort source de vie. »

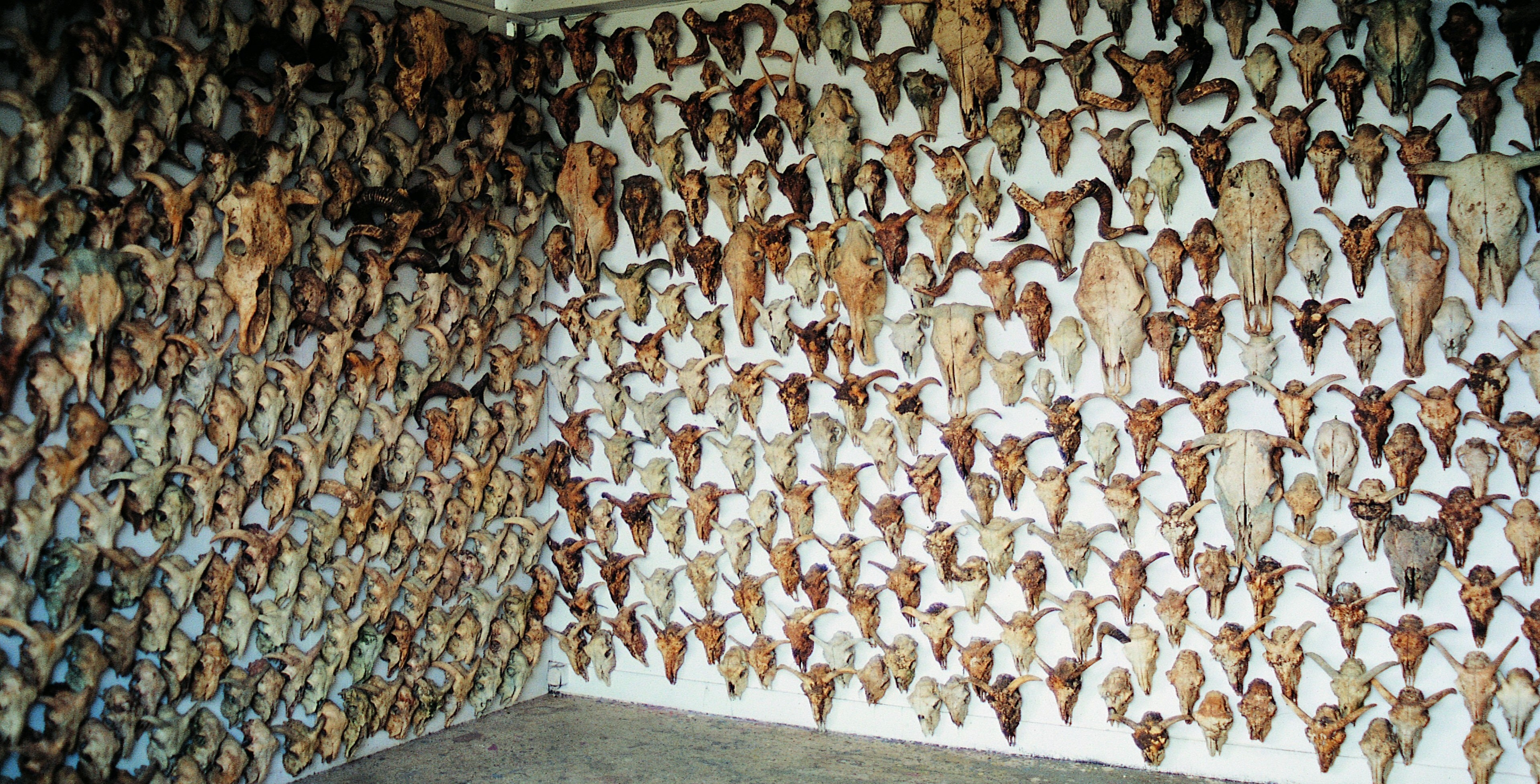
Sérénité, crânes d'animaux divers, 1995

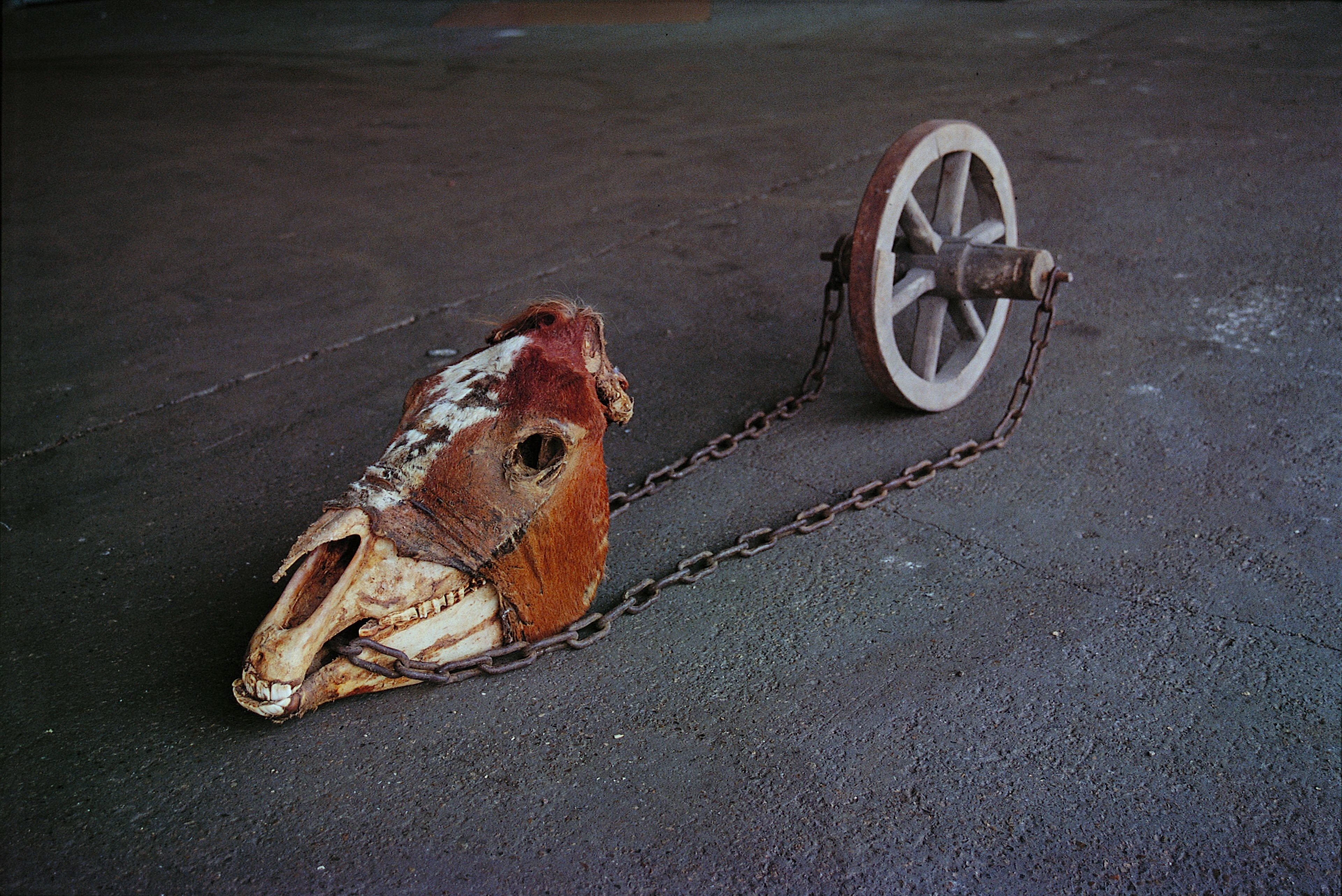
Travail, crâne, fer et bois, 120x35cm, 1998
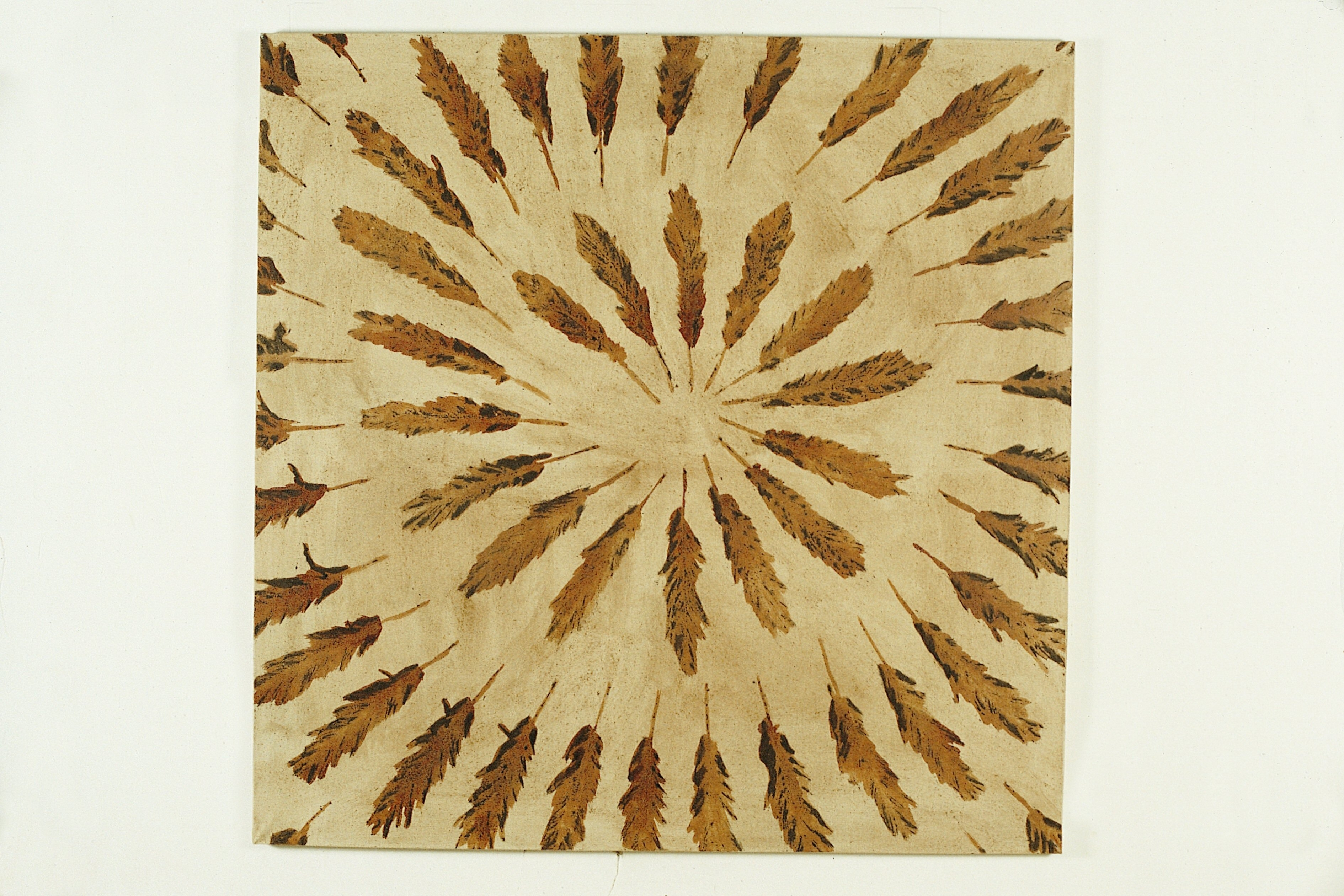
Sans titre, excrément et sang sur toile, 150x150cm, 2002
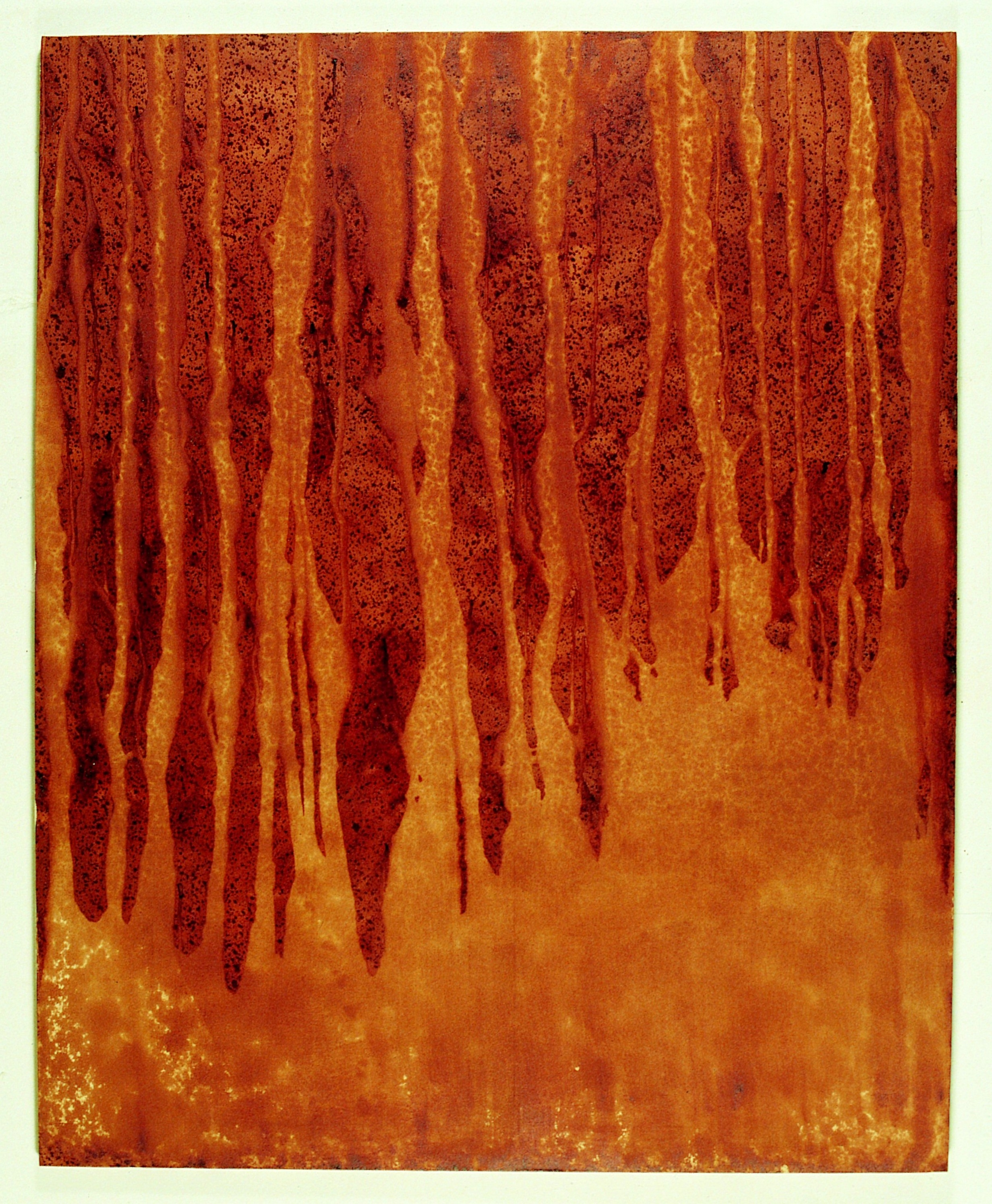
Sans titre, sang sur toile, 162x130cm, 2002
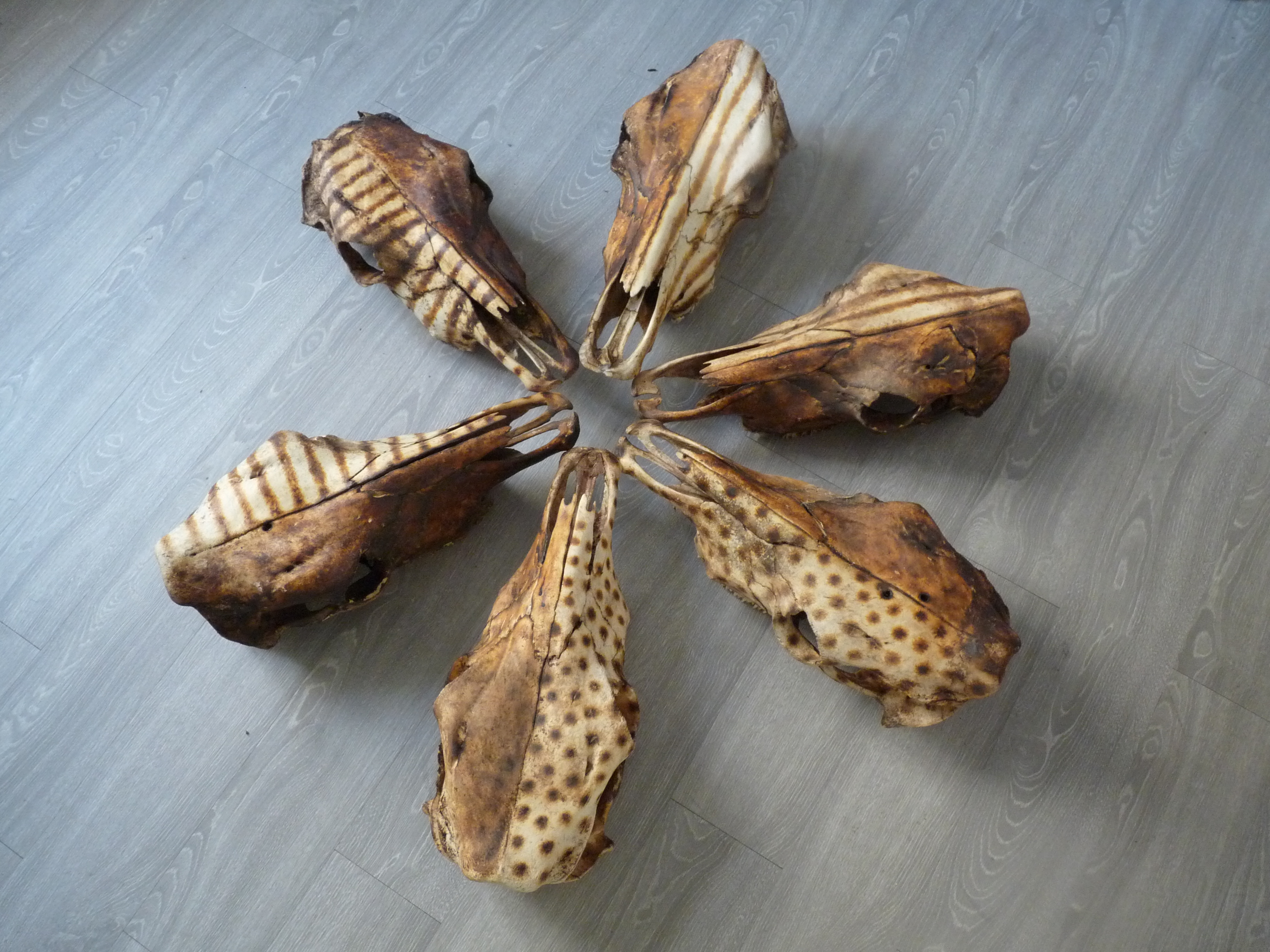
Sans titre, crânes de vaches brûlés, diamètre 110cm, hauteur 19cm, 2016

### Retour à Nice
Depuis son retour à Nice en 2013, Claude Goiran poursuit son travail sur les crânes qui consiste généralement à peindre dans des variations, mais sur une matrice identique, des vanités dites « extrait d'humanité ». Si, de fait, l'intention de l'artiste est d'y symboliser notre humanité, « tous identiques et tous différents à la fois », il affirme penser également à toutes les guerres, plus encore aux charniers épouvantables de la guerre de 1914.
À partir de 2017, sa série des Soldats s'inscrit dans la continuité de cette réflexion sur les conflits armés passés, présents et à venir, et évoque notamment l'embrigadement des enfants.

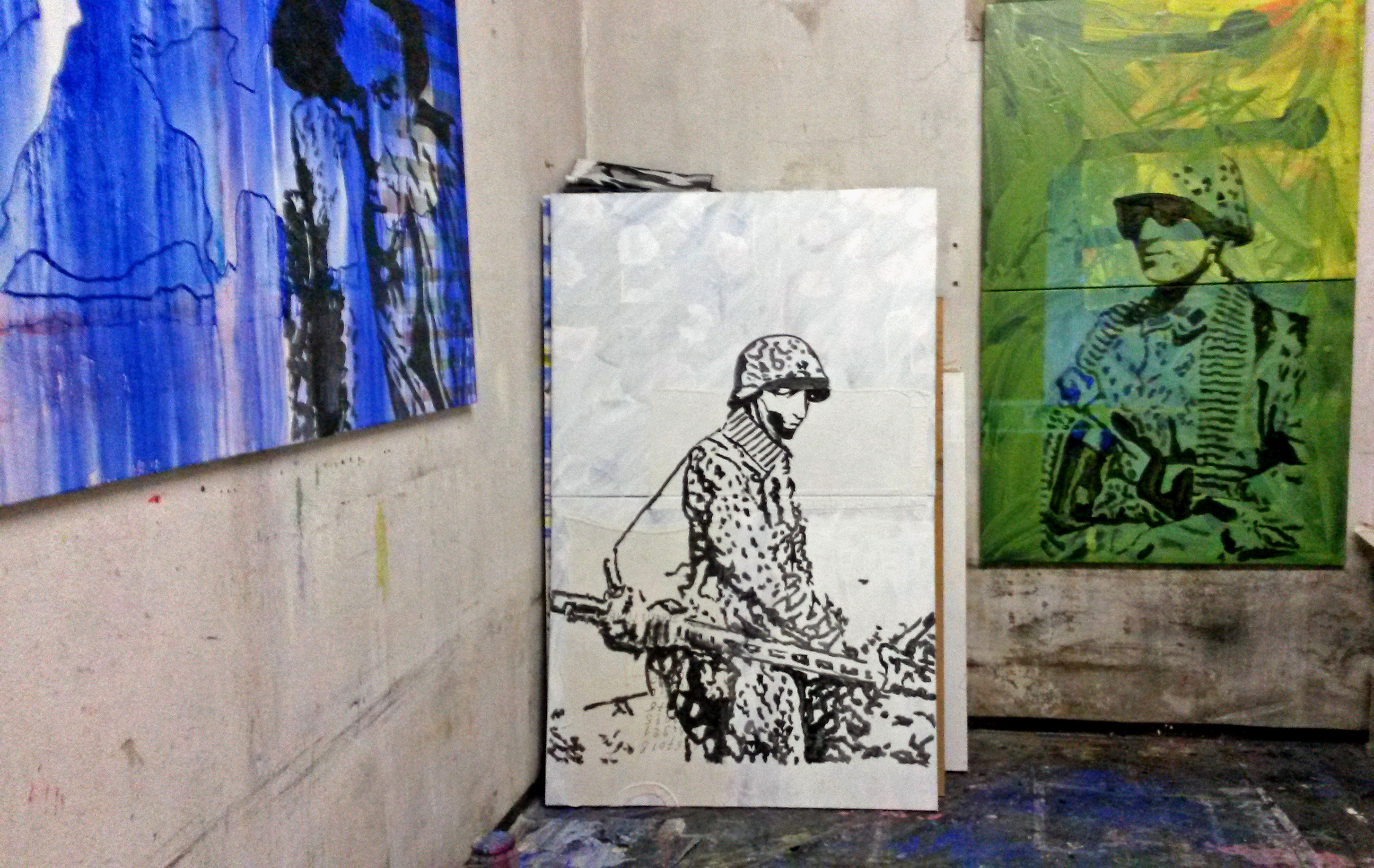
Dans l'atelier niçois de Claude Goiran, 2017
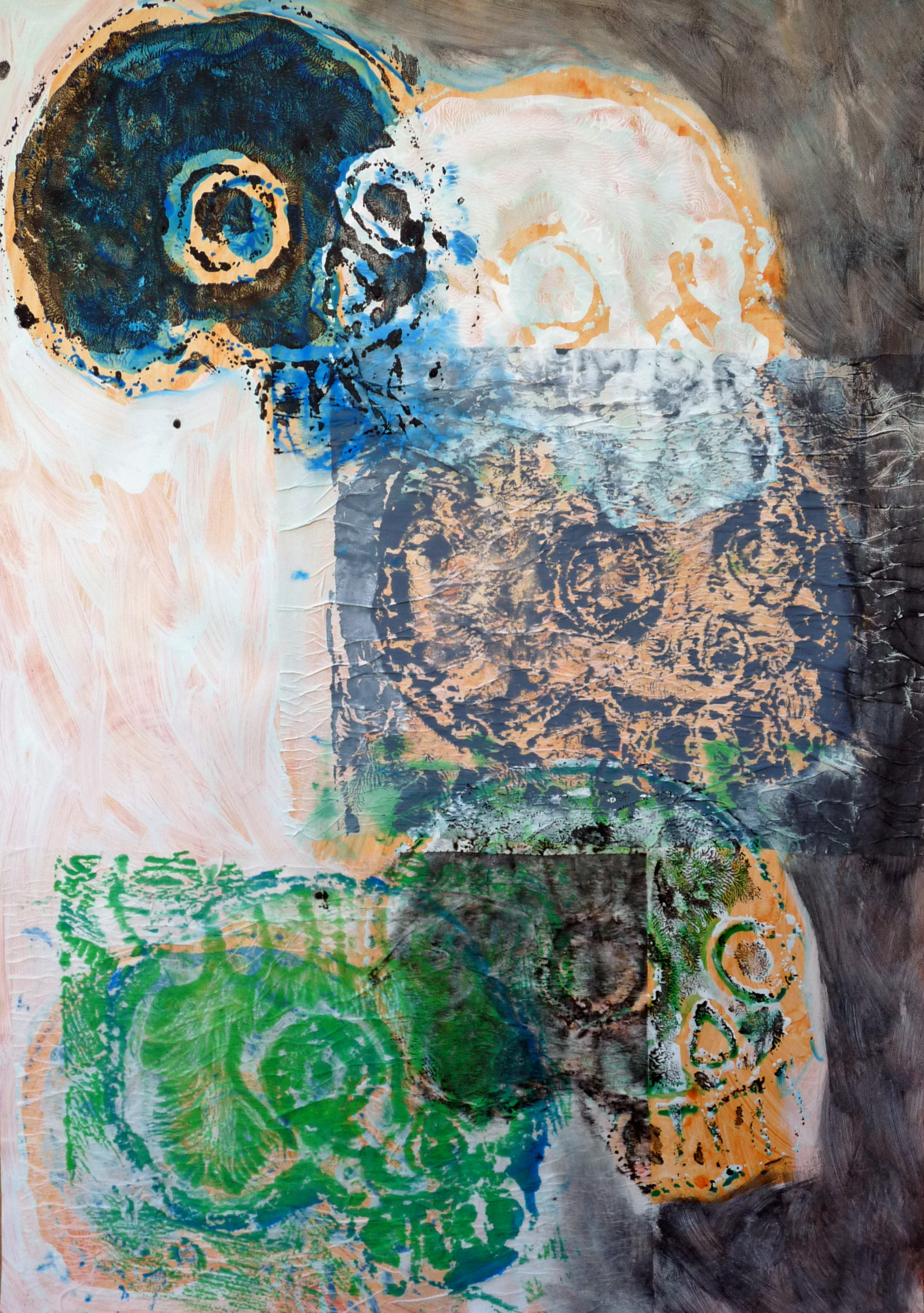
Sans titre, acrylique et huile sur papier 105x75cm, 2013
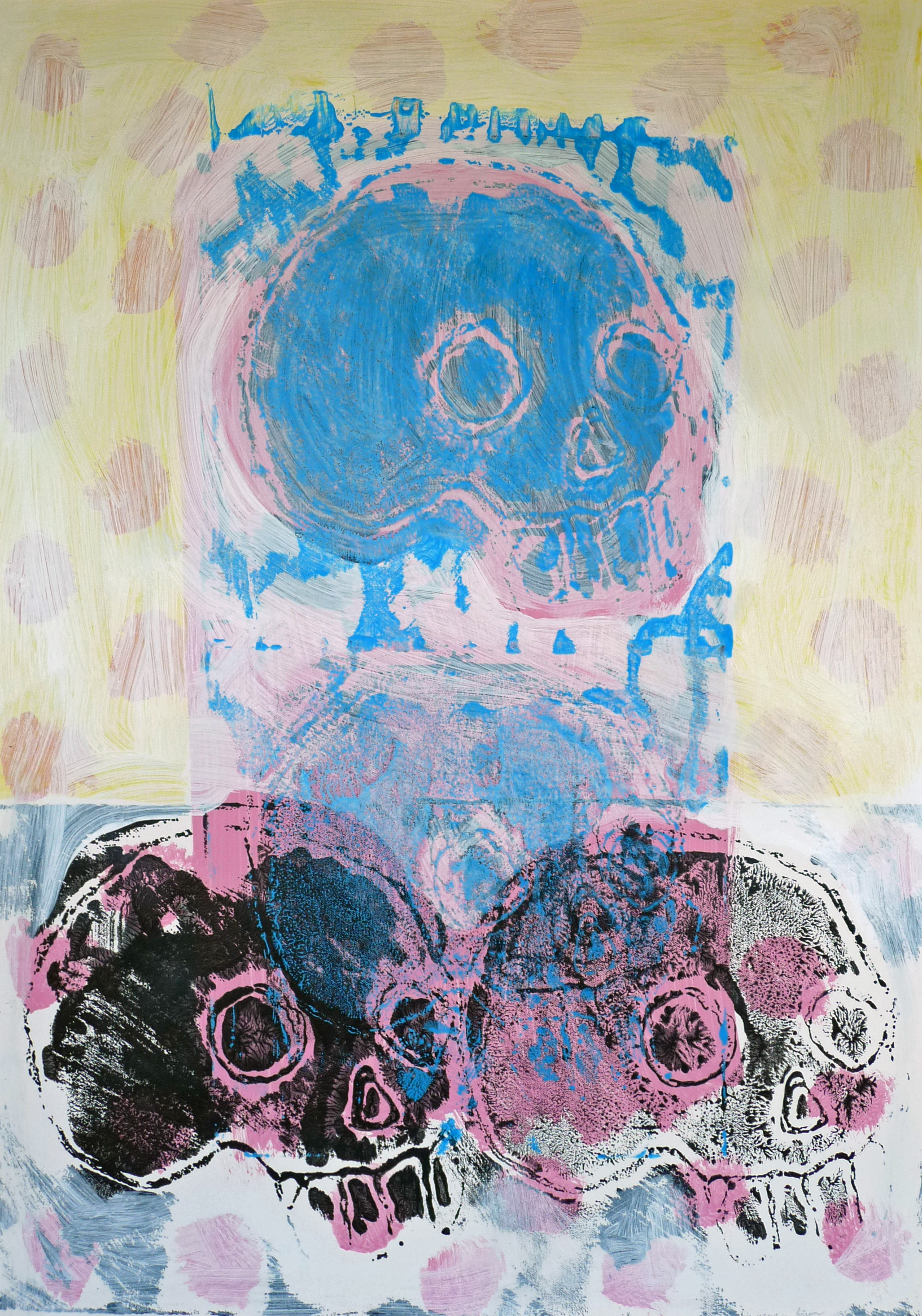
Sans titre, acrylique et huile sur papier 105x75cm, 2013
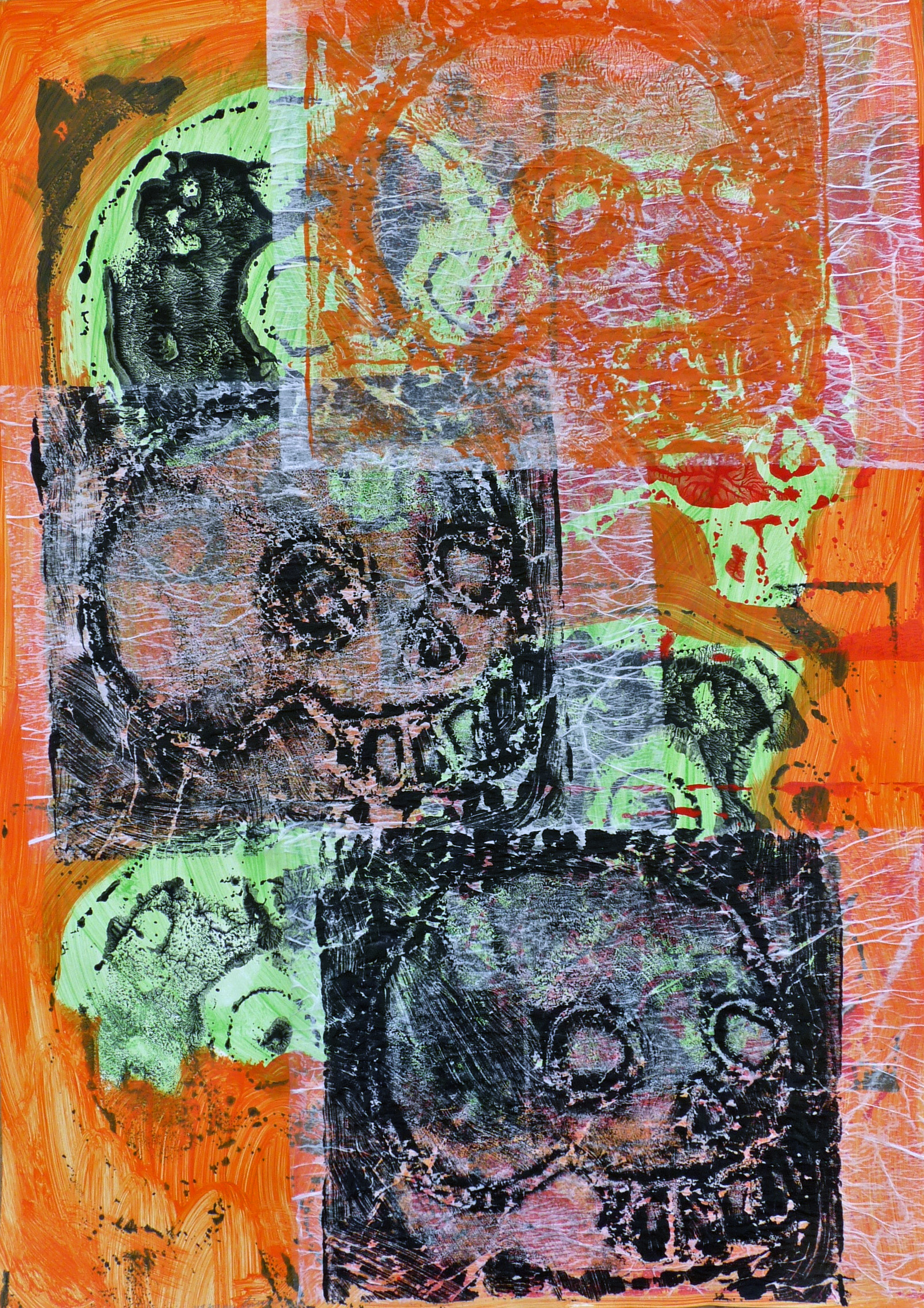
Sans titre, acrylique et huile sur papier 105x75cm, 2013

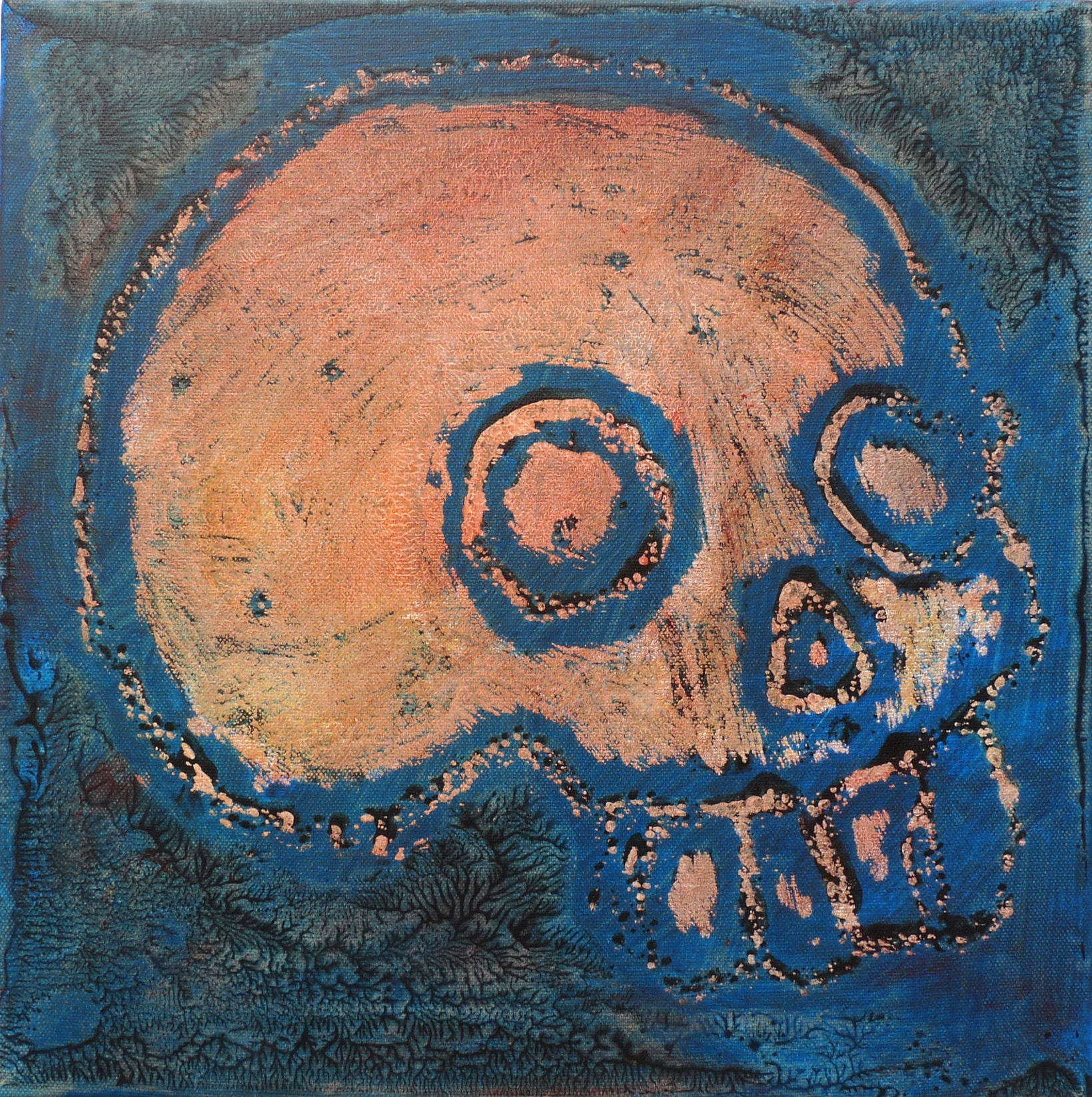
Sans titre, acrylique sur toile 40x40cm, 2013
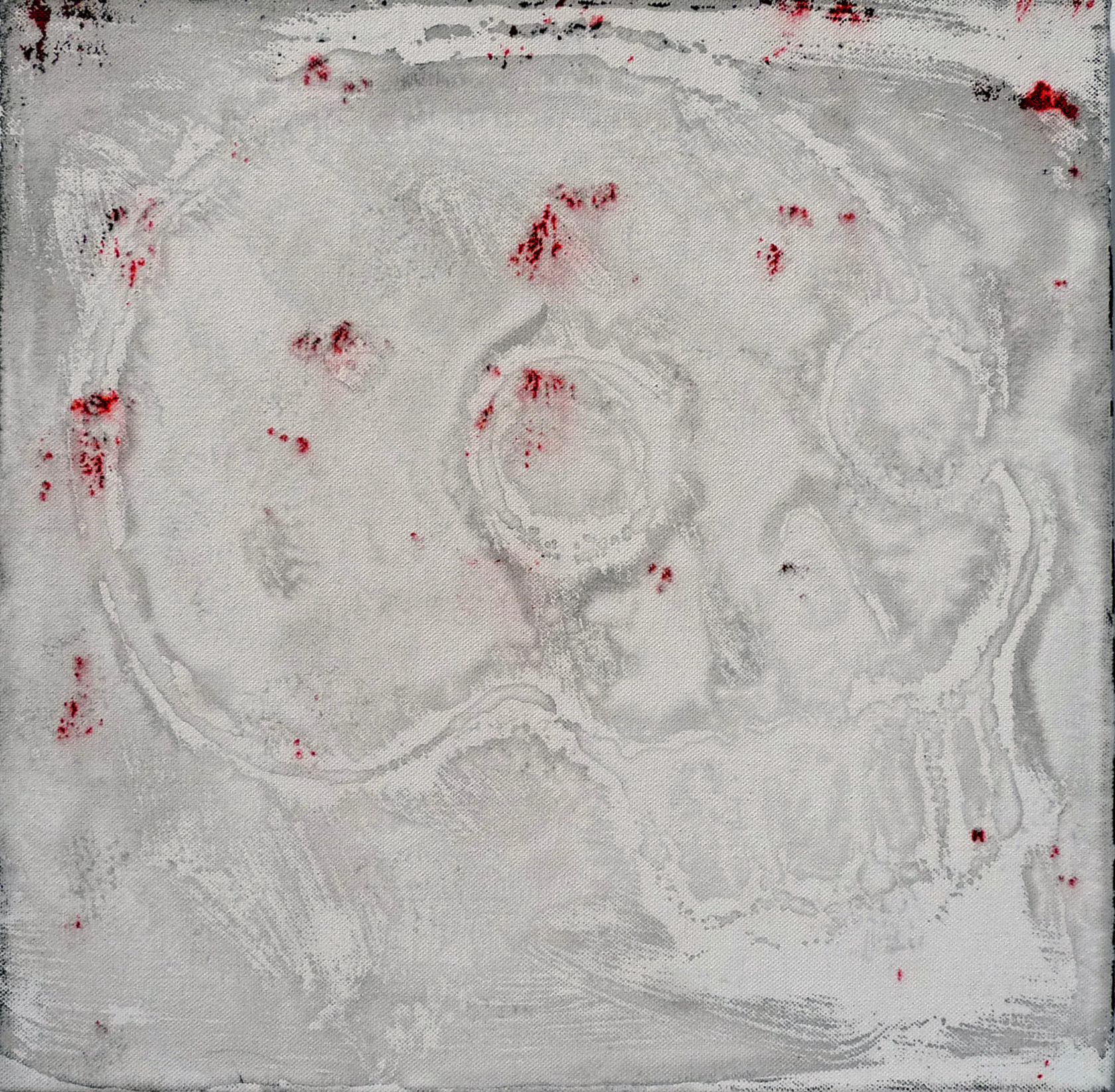
Sans titre, acrylique sur toile 40x40cm, 2013
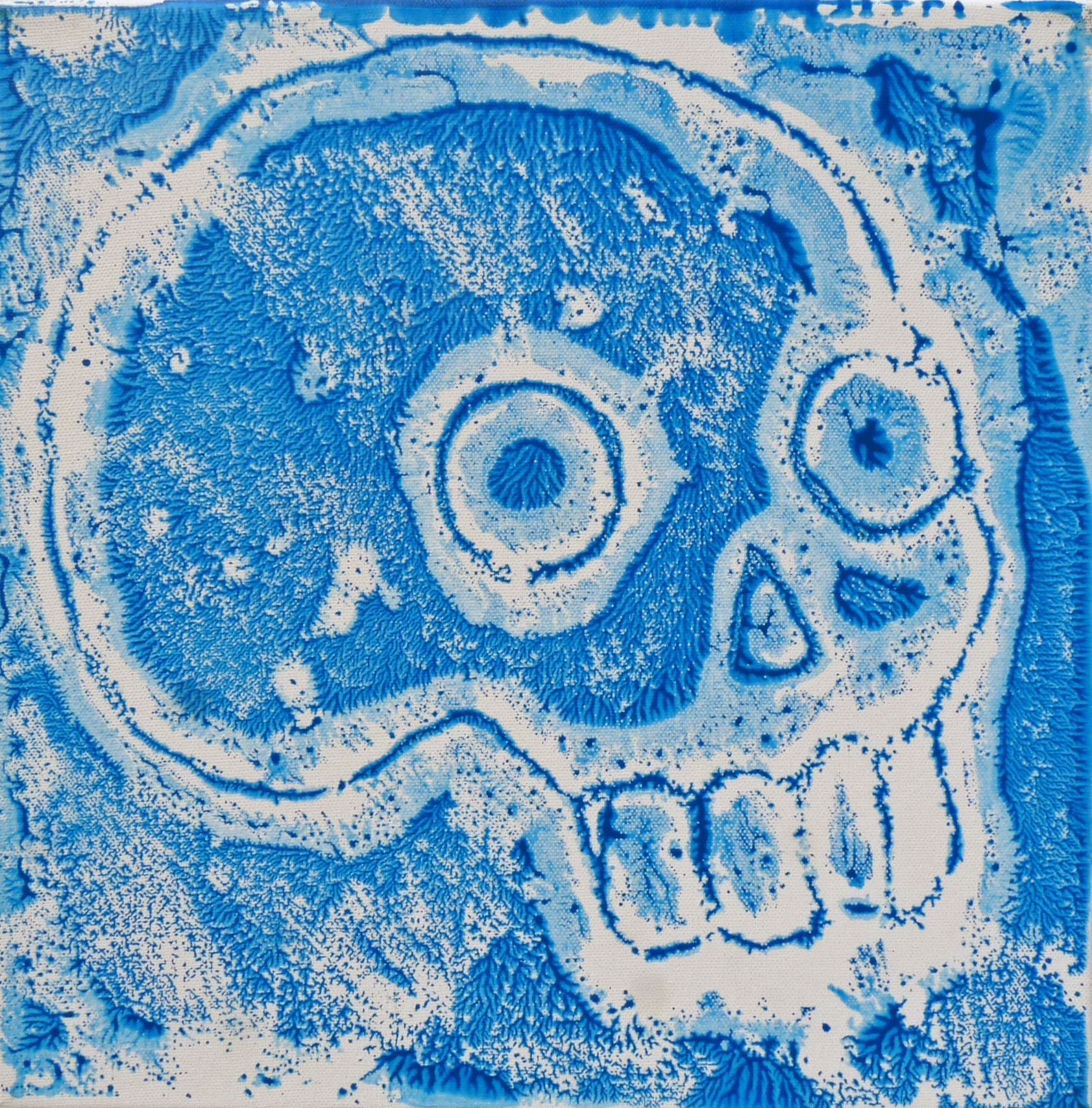
Sans titre, acrylique sur toile 40x40cm, 2013
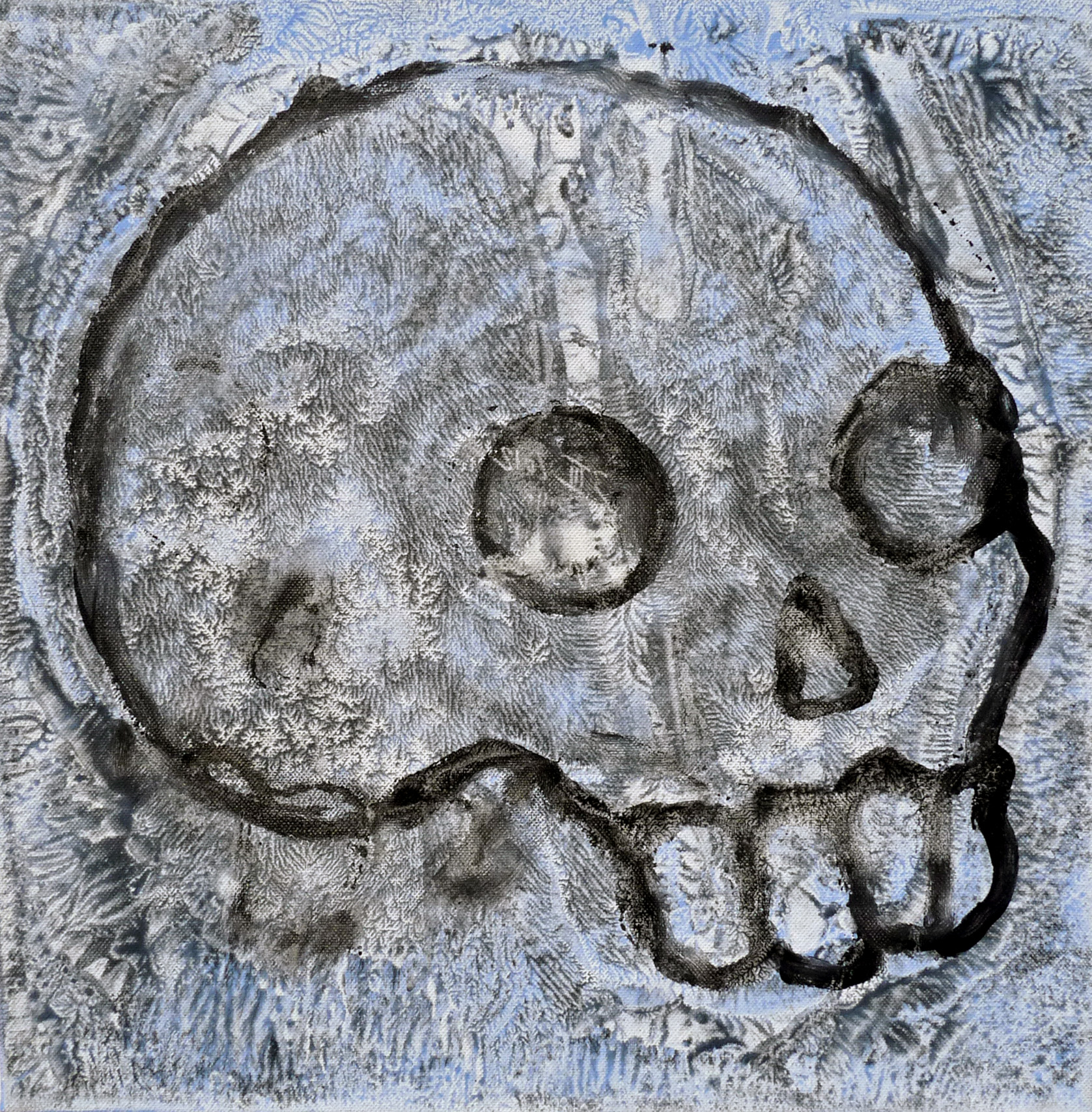
Sans titre, acrylique sur toile 40x40cm, 2013
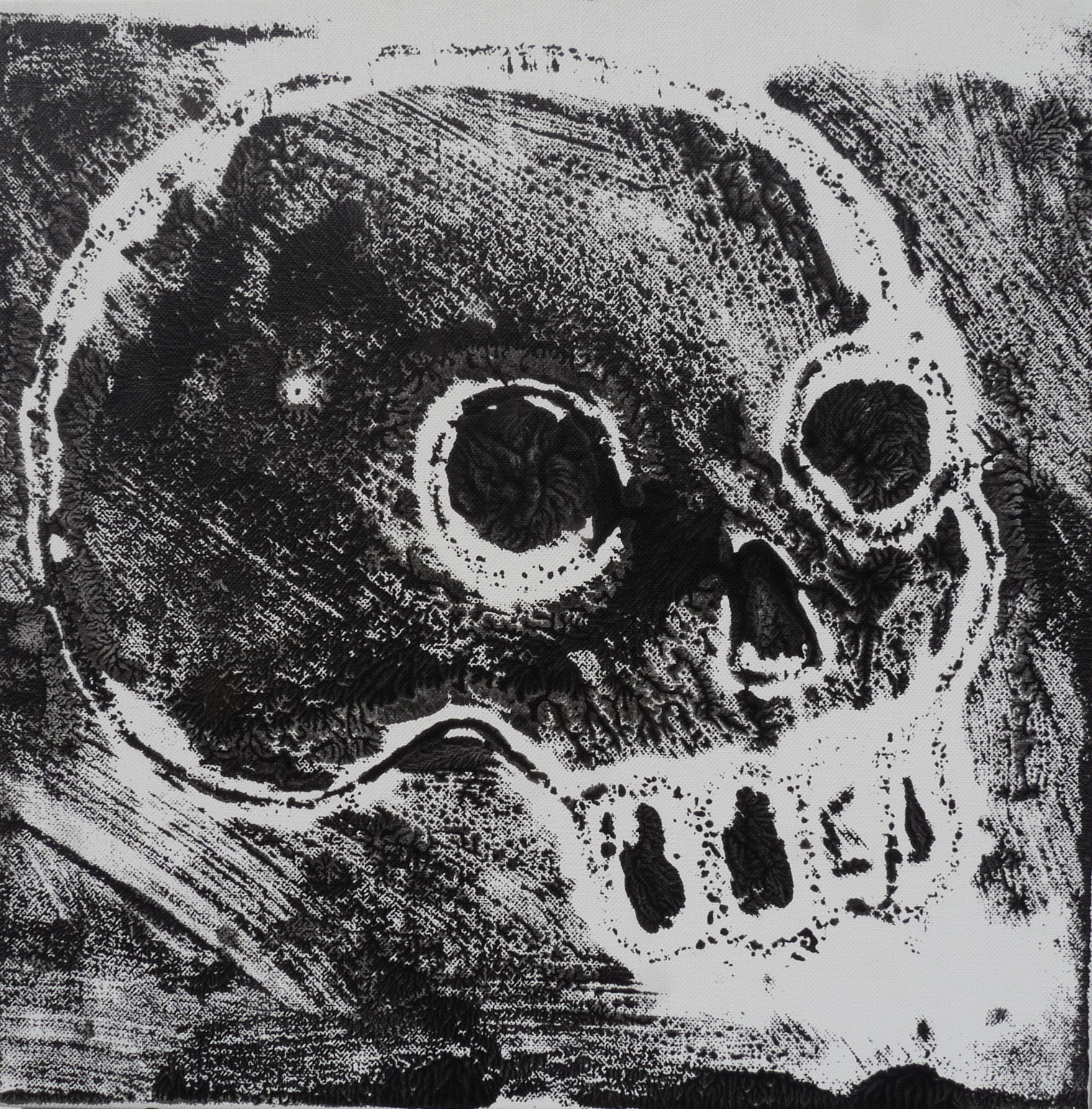
Sans titre, acrylique sur toile 40x40cm, 2013
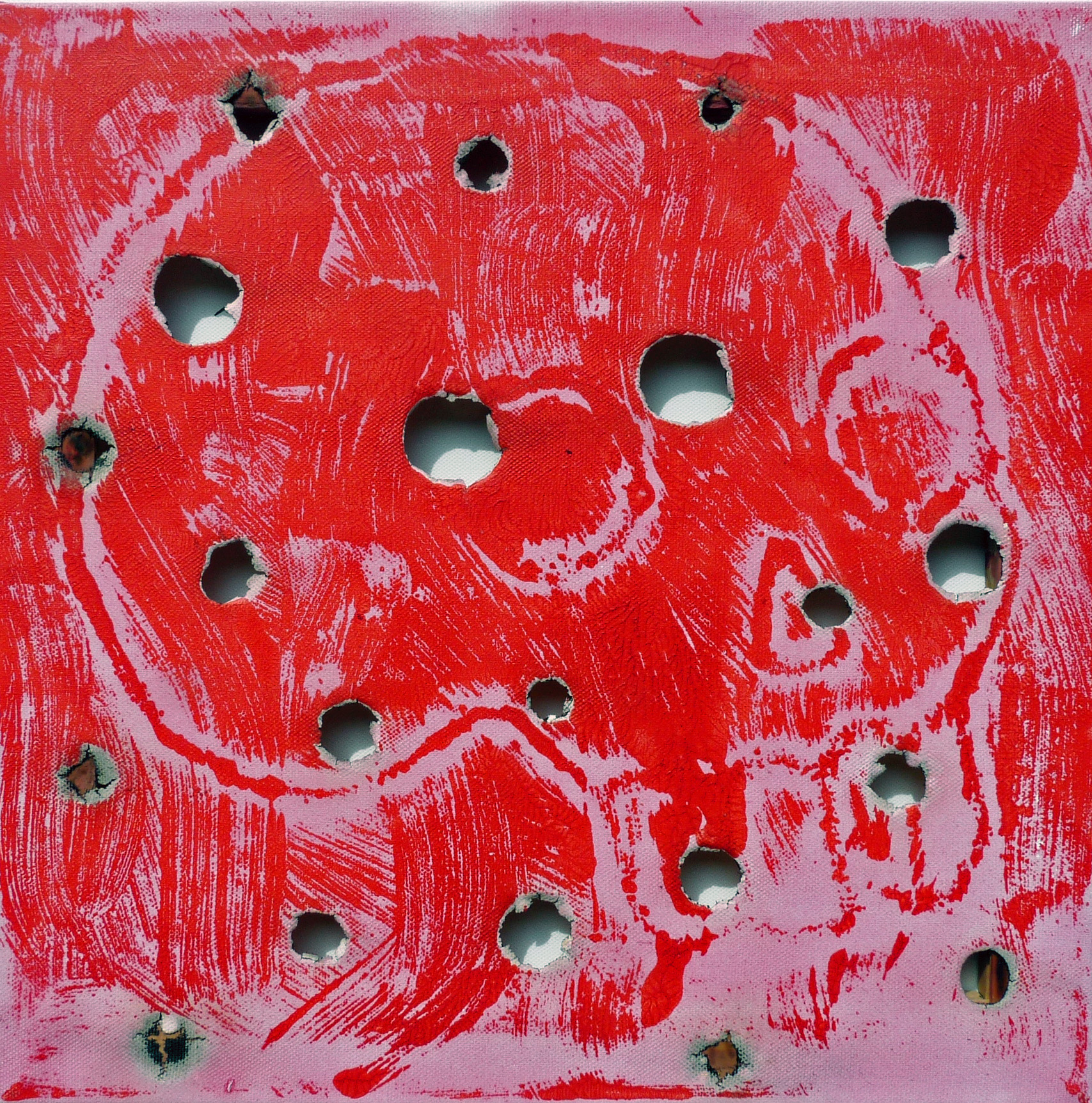
Sans titre, acrylique sur toile 40x40cm, 2013

## Œuvres

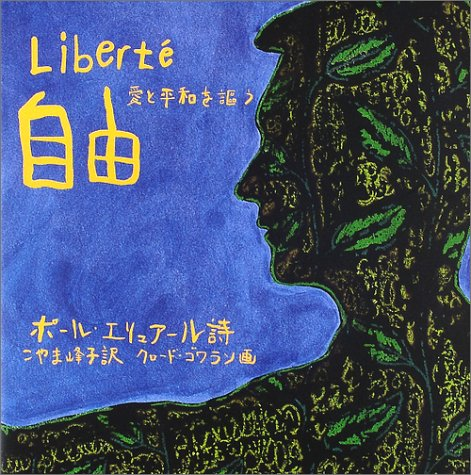
Liberté, NTK édition, 2000

### Illustrations
- Paul Éluard, Liberté, illustrations de Claude Goiran, collection « Albums du Père Castor », Flammarion, 1997[6], édition en langue japonaise, NTK édition, Tokyo, 2000.
- Bernard Foray-Roux, J'ai cinq raisons d'aimer Piotr Moleskine, éditions La Galipote, 1998.
- Sophie Braganti, Silvia Baci, collection « Thot », éditions L'Amourier, 2000.

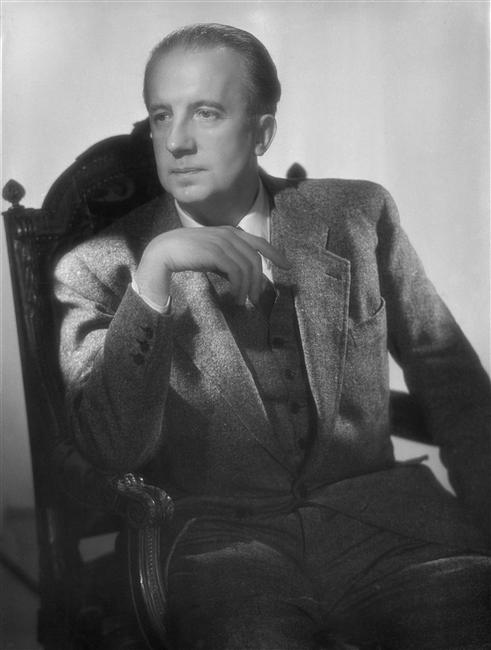
Paul Éluard
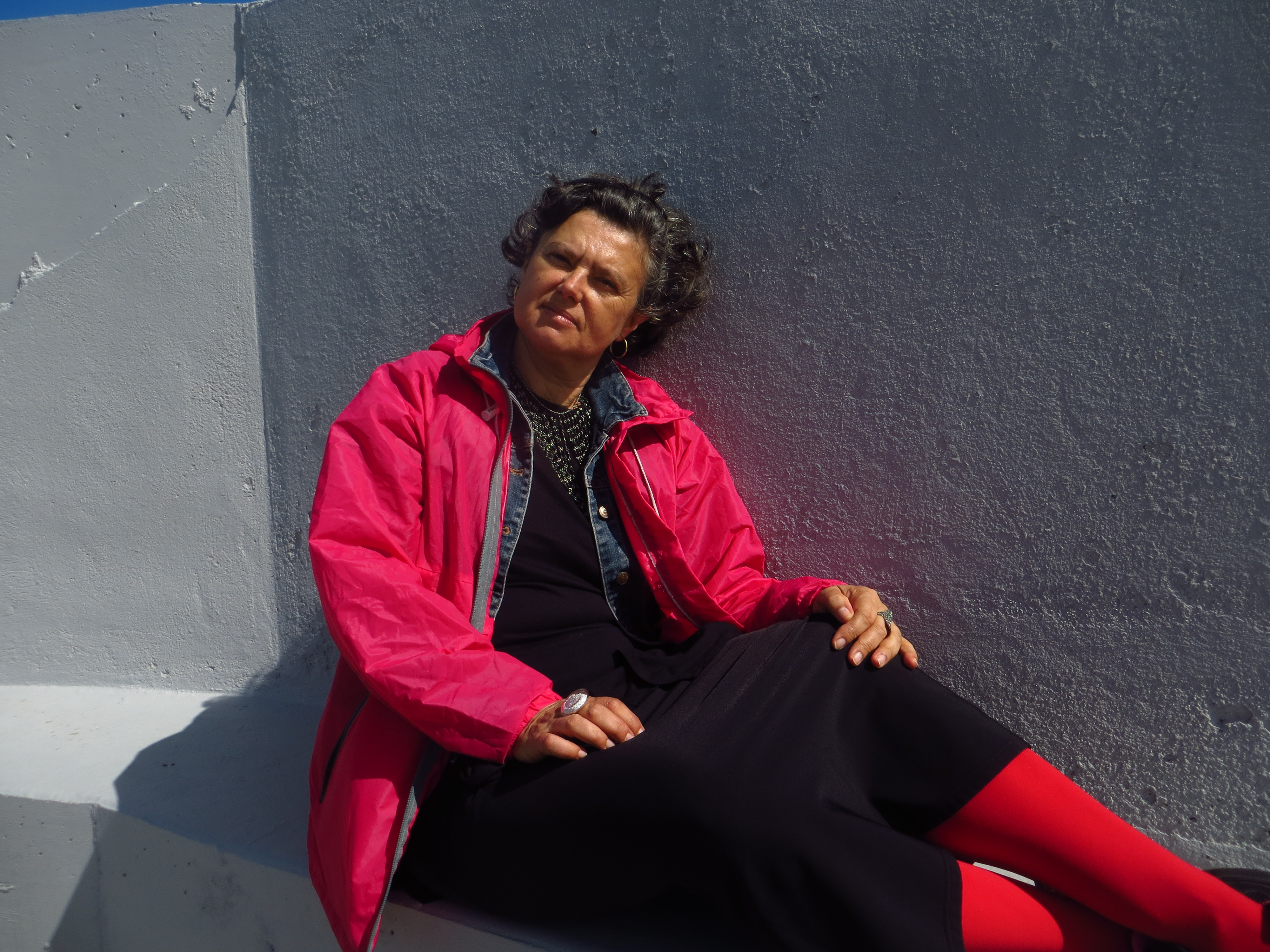
Sophie Braganti

### Vidéo (courts-métrages)
- Mesclum (durée : 5 min), première mention spéciale du concours Le siècle d'Aragon, Conseil général de la Seine-Saint-Denis, 1997.
- ? (durée : 11 min 20 s), 1998.

### Peintures récentes (Soldats, 2017-2018)

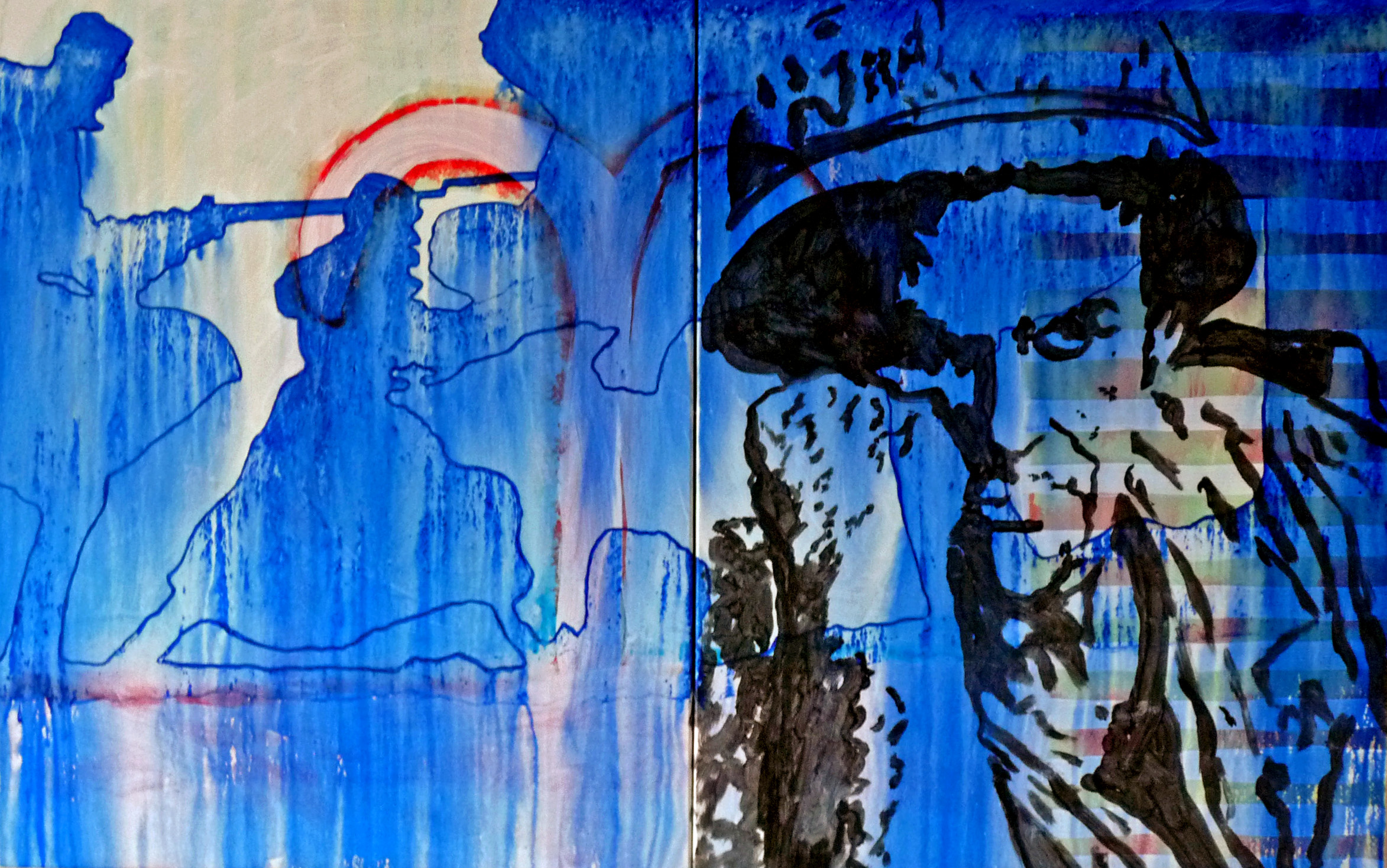
Sans titre, diptyque, acrylique sur toile 92x146cm, 2017
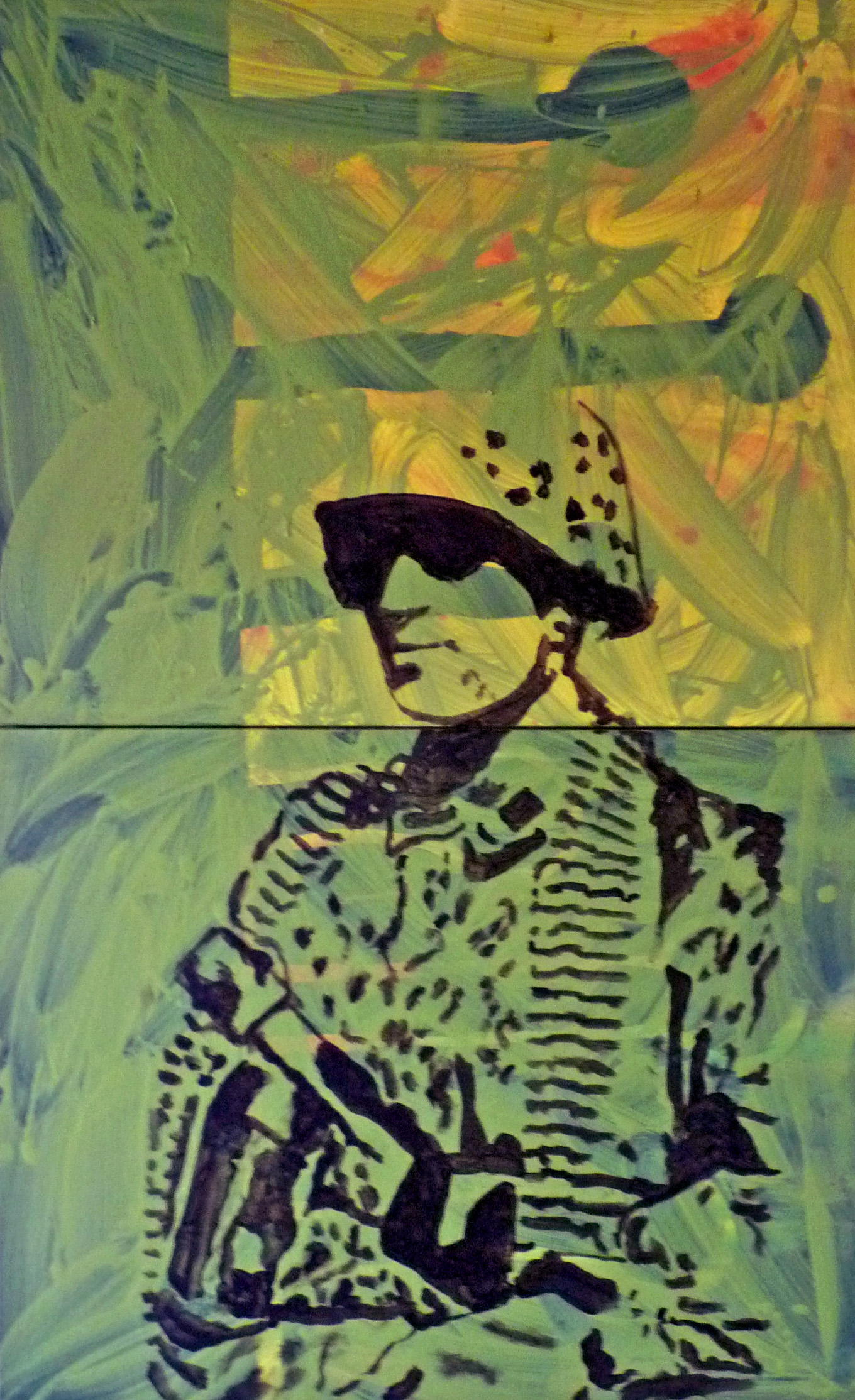
Sans titre, diptyque, acrylique sur toile 146x92cm, 2017
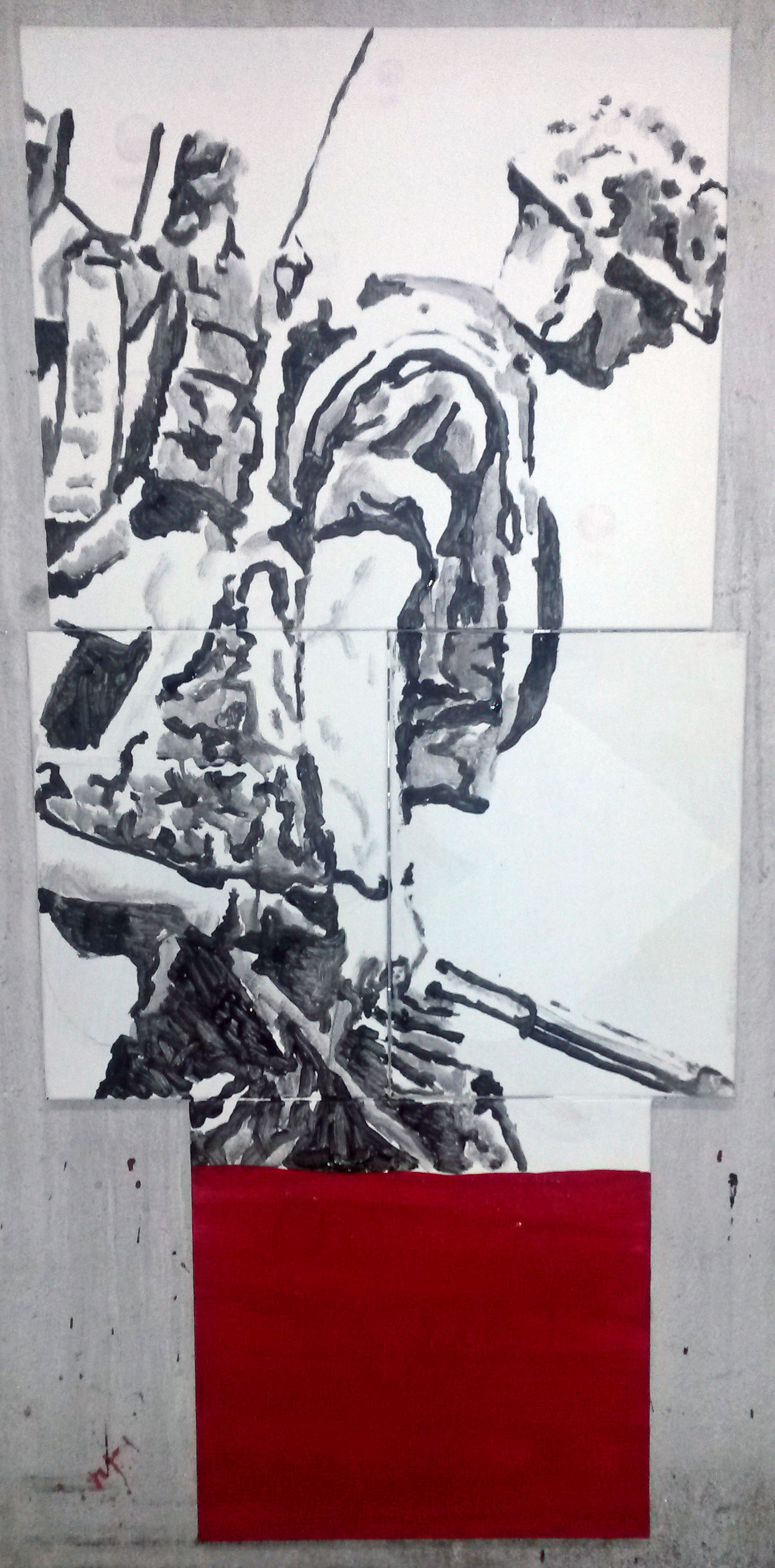
Sans titre, technique mixte sur toile 127x60cm, 2018
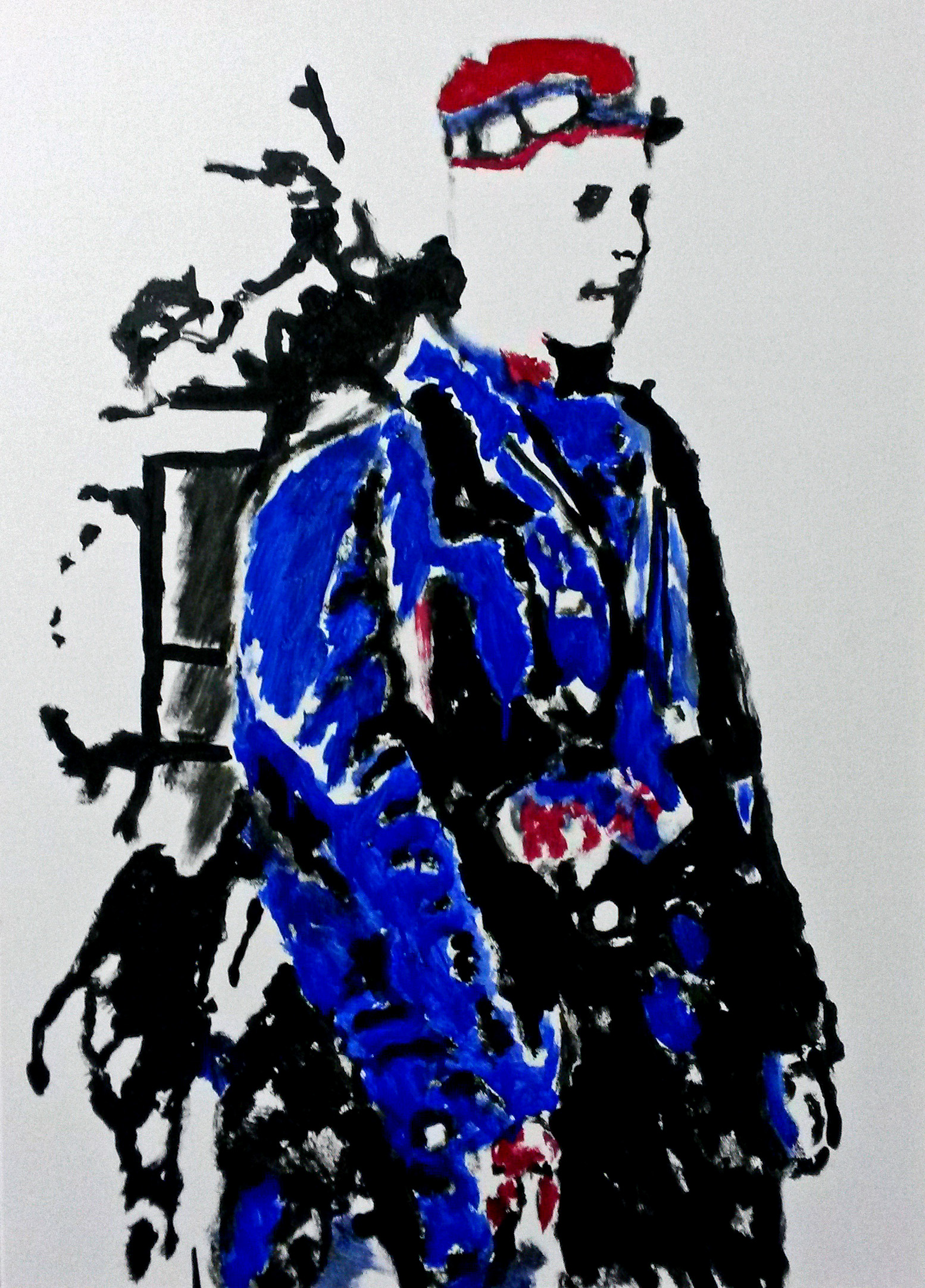
Sans titre, acrylique sur toile, 100x81cm, 2018
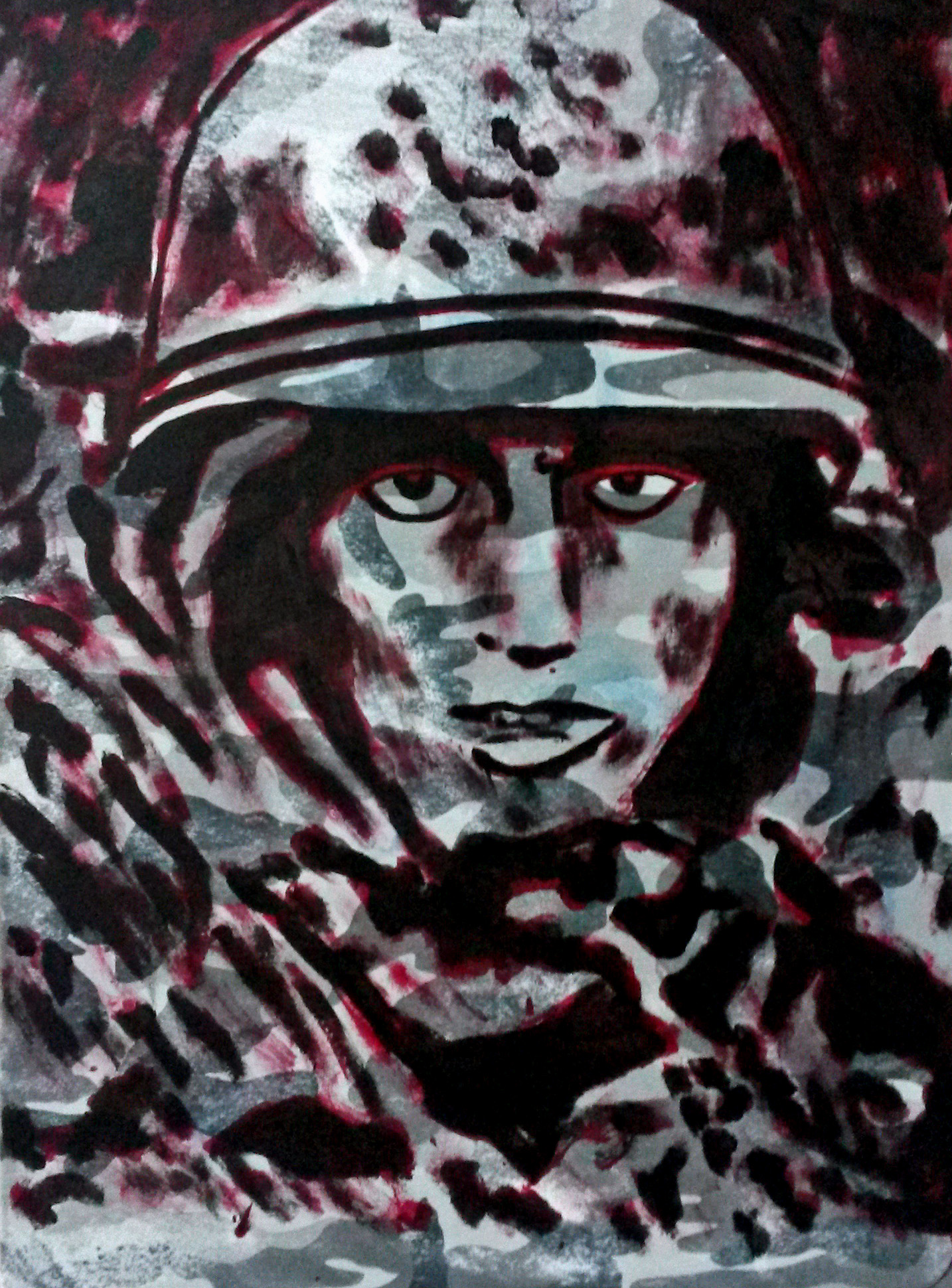
Sans titre, acrylique et tissu camouflé sur toile 100x81cm, 2018

### Cinéma
- Des peintures et des sculptures de Claude Goiran sont utilisées par Gilles Bourdos dans son film Disparus (1998). Claude Goiran apparaît dans le film : il est le chanteur qui, dans la scène du pique-nique champêtre, interprète Bella Ciao.

## Expositions

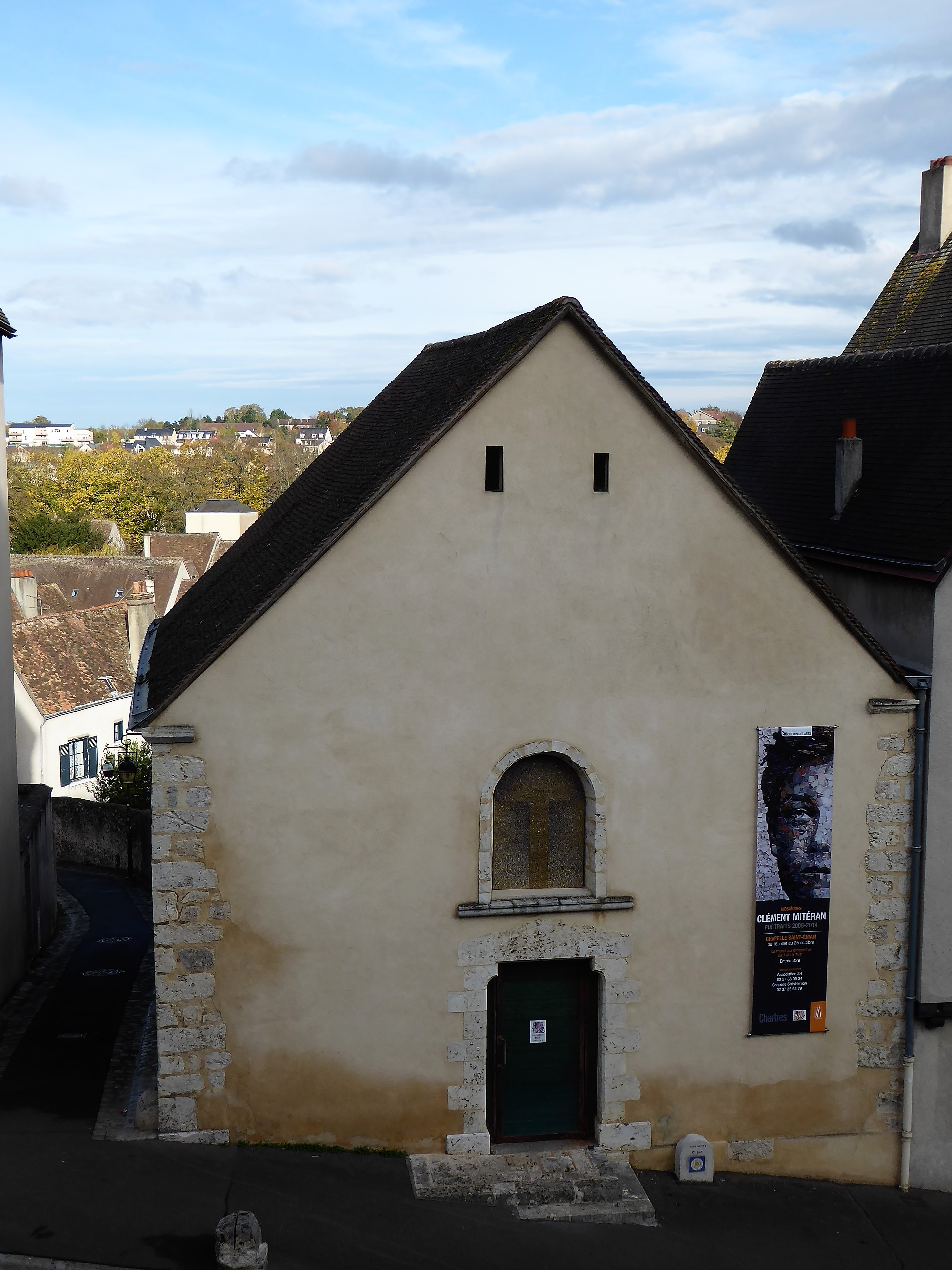
Espace Saint-Eman, Chartres, 1996

### Expositions personnelles
- Claude Goiran - Tête de mort, l'Atelier, Nice, 1982[11].
- Galerie Lola Gassin, Nice, mars 1986 (Entre chiens et loups - Peintures)[12], 1988 (Boucliers de combat).
- Claude Goiran - Ombres d'été, Galerie Selmersheim & Co, Paris, 1995.
- Claude Goiran - Terre d'hiver, Galerie Philippe Boulakia, Paris, 1995[4].
- Claude Goiran - Techniques mixtes, espace Saint-Eman, Chartres, 1996.
- "22 + 2" - Peintures pour "Liberté" de Paul Éluard, Bibliothèque Elsa-Triolet, Pantin, 1997.
- Le vol du vautour, Galerie des Ponchettes, Nice, mars-avril 2004[10].
- Galerie Michelle Champetier, Cannes, janvier-mai 2013[5].

### Expositions collectives

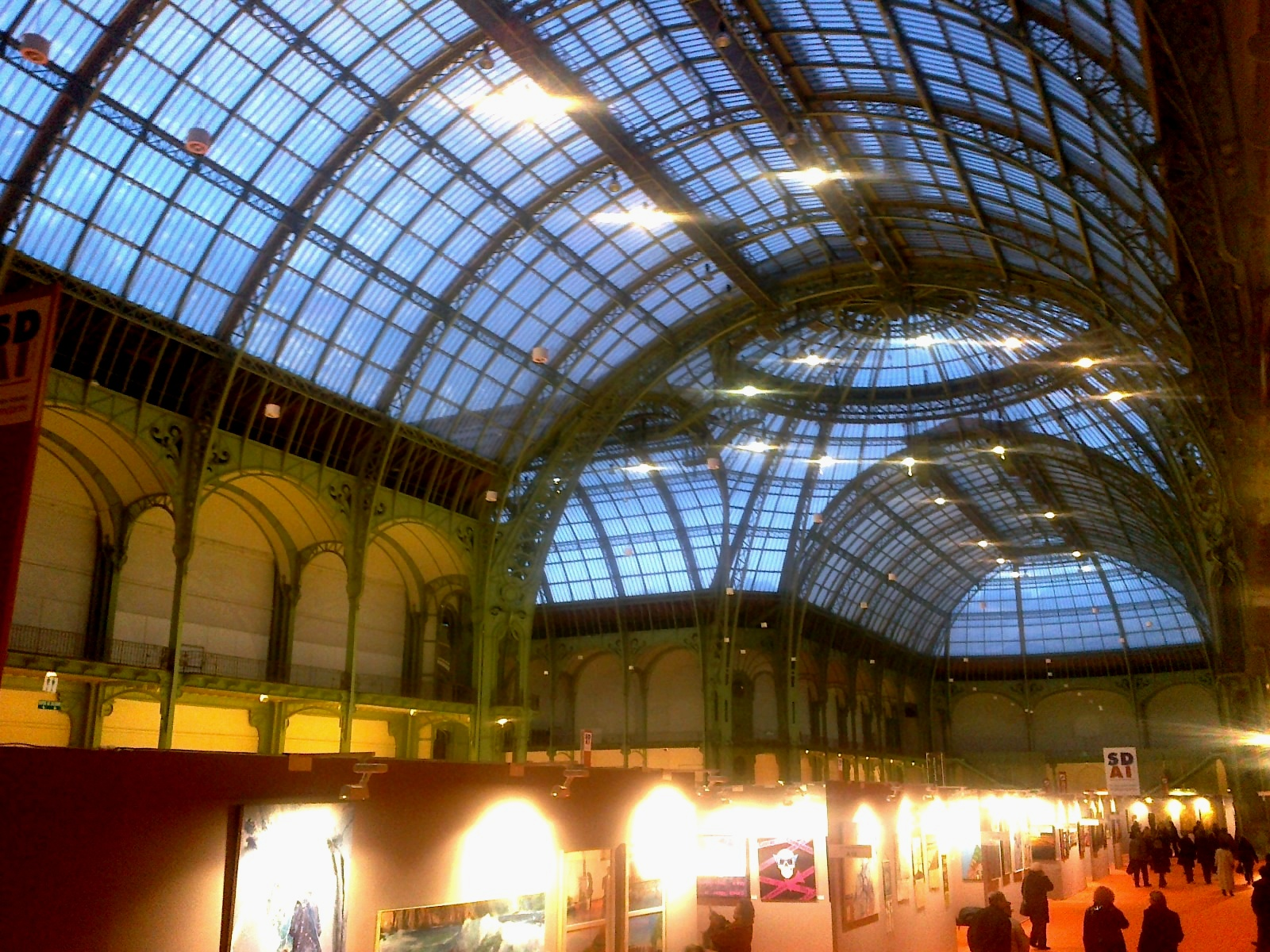
Grand Palais, Paris, 1983

Musée d'Art moderne et d'Art contemporain de Nice, 1991

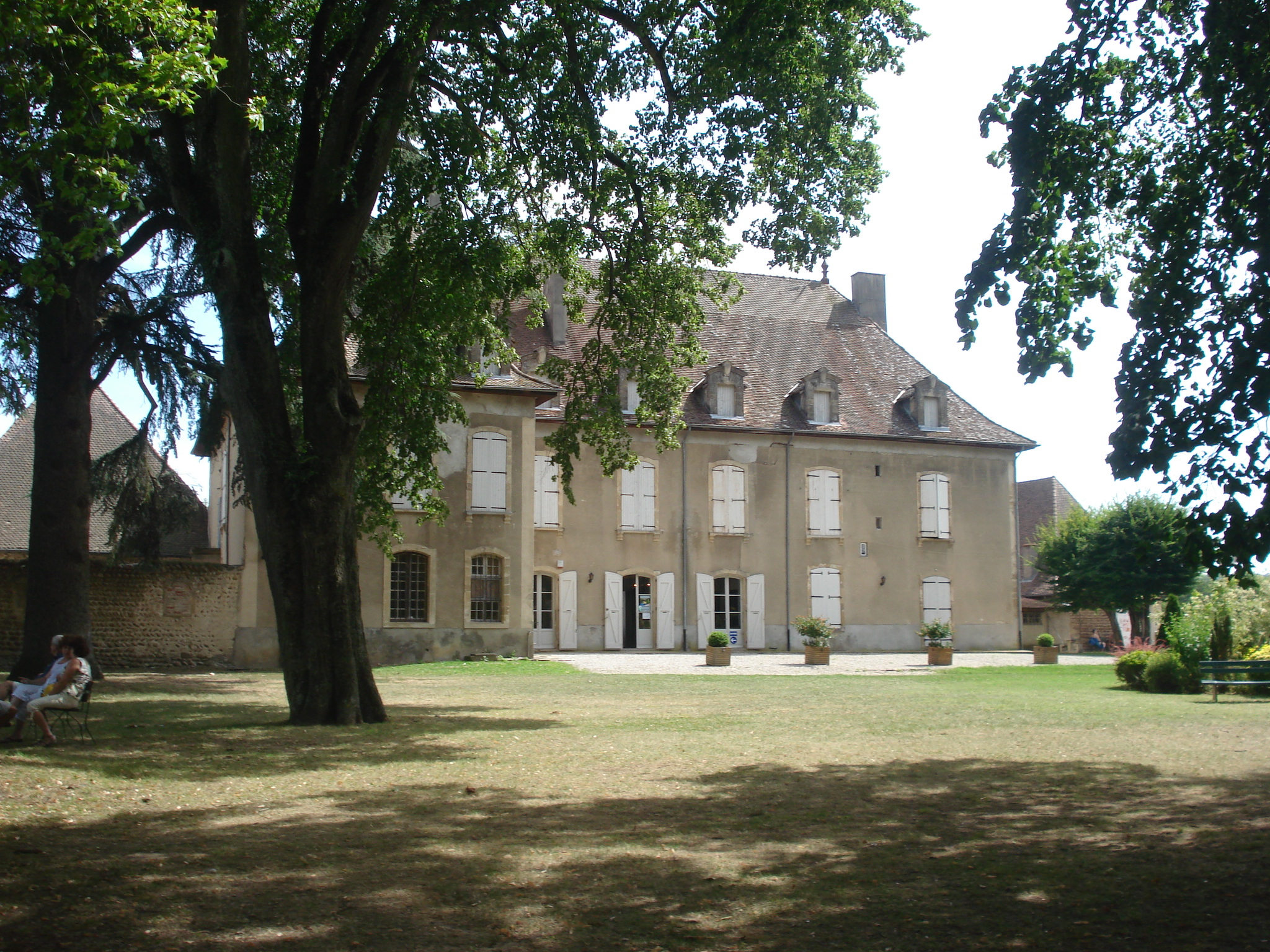
Château de Hauterives (Drôme), 2016

- Attention, peinture fraîche - Georges Autard, Gilbert Della Noce, Didier Demozeau, Claude Goiran, Didier Mencoboni, Henri Olivier, Galerie des Ponchettes (galerie d'art contemporain des musées de Nice), 1983.
- Petits formats, Galerie Anne Roger, Nice, 1983.
- 34e Salon de la Jeune Peinture, Grand Palais, Paris, 1983[2].
- Galerie Polaris, Nice, 1985, 1986 (Françoise-Claire Prodhon présente Claude Goiran et Philippe Vincendeau), 1986 (Travaux sur papier), 1987 (Éditions).
- Henri Fabregat - Claude Goiran, Galerie Le Faisan, Strasbourg, 1985.
- Le corps, collège Marcel-Pagnol, Wasselonne, 1985.
- Autour de Nice, Acropolis, palais des arts et des congrès, Nice, juin 1985.
- Première exposition du Centre national d'art contemporain, Nice, 1985.
- Carte blanche à Luc Vezin, ABCD, Paris, 1987.
- Etend'Art 87, Vienne (Isère), 1987.
- Match Nice-Marseille, Musée d'Art de Toulon, 1987.
- Foire internationale d'art contemporain, Paris, 1987 ( stand Galerie Polaris, Nice), 1994 (stand Galerie Philippe Boulakia, Paris).
- Les années 1980 - Mouvement et individualités, Musée d'Art moderne et d'Art contemporain de Nice, 1991.
- Fin de chantier, atelier Les Constructeurs, Saint-Ouen-sur-Seine, 1992.
- Entrée des artistes, Conseil général de Seine-Saint-Denis, Bobigny, 1992.
- Petits formats, Galerie Selmersheim, Paris, 1995[4].
- Foire internationale d'art contemporain (stand Galerie Philippe Boulakia), Paris, 1996.
- Les assises de la poésie, bibliothèque Elsa-Triolet, Paris, 1998.
- Hélène Jourdan-Gassin, regard sur une collection, Galerie des Ponchettes, Nice, avril-juin 2008[13].
- Le Palais idéal des ego étranges, château de Hauterives (Drôme), avril-août 2016[14].
- La vie est un film - Ben et ses invités, Le 109, Nice, 2019[15].
- Les rencontres d'ateliers, De Dominico Garage Band, 2 rue Claudia, Nice, Mai 2022.
- La rencontre des Rencontres d'ateliers, La Gaya Scienza, 9bis,rue Dalpozzo, Nice, mars 2023[16],[17].
- Artothèque : la collection, espace Jacques-Prévert, Mers-les-Bains, janvier-février 2025.
- Vingt artistes et la fragilité du monde, La Terrazza, Nice, avril 2025.

## Réception critique
- « Débarrassée d'une influence encombrante (Robert Malaval), sa peinture frappe par son immédiateté construite. Quelque chose entre les "signes plastiques" de Fernand Léger et les nuages rouges de la peinture métaphysique. » - Xavier Girard[1]
- « La rage de l'expression : non pas ajoutée dans la couleur, mais grattée dans la couleur, gravée au couteau au plus sombre de la couleur, entre la terre et le noir, dans le symptôme qui les unissent : une sorte de portrait de la mort, universalisée dans le crâne et qui serait un motif à variations infinies - a-portraits. On évoque encore les casiers de la mort qui sont comme autant de calendriers. La tête n'est jamais seule. Elle est accompagnée d'autres têtes qui ne ricanent pas, qui n'effraient pas, qui ne pèsent que dans le poids de la couleur zébrée par le crayon et le couteau. Il en ressort un sens de la fulgurance, une intransigeance, un désir trop tendu qui inverse le propos. Les têtes de Goiran sont vivantes, hors du miroir indéfinissable de la tête reflétée, de la tête pensée qui, morte, n'est qu'une tête d'absence. Chez Goiran, les têtes sont pleines, zébrées et denses, Goiran est un portraitiste de la nouvelle manière. » - Claude Fournet[11]
- « Tableaux à l'exécution préméditée, intelligente. De la peinture traitée comme telle, sans discours littéraire ni philosophique. Sa problématique picturale reste de même nature : la matière signifiante. Au prime abord, le tableau apparaît comme une surface sombre et profonde que viennent distraire des résurgences provenant du fond. Sa lecture apparaît ensuite. Au fur et à mesure que le regard parcourt la toile, il découvre une peinture hâtivement traitée, décèle les dessous colorés qu'un noir/bleu est venu recouvrir, étalé, travaillé, en grande partie avec les doigts. La surface est devenue matière que chargent en l'enrichissant des fulgurances chromatiques griffées nerveusement. Appuyant son investigation sur celles-ci, l'œil reconstitue l'élaboration du travail, cerne la tête : élément organisateur du pictural, en dedans et en dehors de sa forme. Le morbide du sujet est contrebalancé par le sentiment général qu'insuffle à l'ensemble le choix des couleurs, sobres, précieuses, et surtout par l'exécution d'une totale liberté où le tactile, d'un élan dynamique, exacerbé, sensuel, prédomine. Fascine. Il en résulte une œuvre éminemment étonnante, d'un aspect désinvolte et distingué à la fois. » - Alfred Angeletti[3]
- « Ce qu'il travaille, ce ne sont pas les traces que fait naître le corps à partir de sa propre mort, mais celles qui naissent du corps de la peinture. On retrouve ce travail de scarification, de tatouage dans son œuvre. Claude Goiran refuse la représentation traditionnelle du tableau, les contes que les adultes se racontent pour peupler l'espace raréfié de leur "ici-bas journalier". Claude Goiran travaille à même le fond du tableau - qui n'en est pas un, car il est préalablement organisé en couches, sous-couches formant des strates - à même le tain, faisant ressortir justement la représentation… Dans cet espace qui n'est plus celui de la représentation mais celui de sa mise à mort, triomphe la peinture comme absolu… Les signes de cette œuvre au noir sont rares et d'une haute simplicité. Ils participent tous de l'état minéral : crânes, arbres calcinés, pierres, montagnes nues, veinées de coulures pétrifiées. Même les taches rougeoyantes des pierres ne sont là que pour les promettre à une minéralisation plus accomplie. » - Pierre Falicon, directeur de la Galerie des Ponchettes[12]
- « Je me suis dit que j'avais peut-être eu une juste intuition en écrivant : "il y a de la vie dans cette représentation de la mort". Mais aujourd'hui, devant les dernières toiles de Claude Goiran, je me dis qu'il ne s'agit certainement pas de représentation, mais d'une présence tout simplement : celle d'un combat douteux entre l'obscur et la dernière clarté. Un combat que Claude est en train de gagner. » - Luc Vezin[12]
- « L'artiste met en scène une quête symbolique et transforme le poème en une légende cosmique. En cela, il ne nous semble pas s'éloigner de la conception d'Éluard lui-même qui affirme à propos de ce texte (Liberté (poème)) : "l'idée de liberté, cette idée indispensable, est un idéal sans borne et, sur son chemin, chacun des pas que nous faisons ici est une libération". Claude Goiran met en scène la quête de cet idéal… Il ne cherche pas à s'adapter pour plaire à un public réduit d'une tranche d'âge précise, mais déploie un univers artistique qui ouvre la voie à de multiples interrogations. » - Christine Boutevin[18]

## Collections publiques
- Antibes, musée Picasso[19].
- Mers-les-Bains, artothèque de l'espace Jacques-Prévert, Sans titres, trois acryliques et huiles sur papier 105x75cm, séries des Cœurs (une œuvre, 2010) et des Crânes (deux œuvres, 2013).
- Nice, musée d'Art moderne et d'Art contemporain, Sans titre, 1983, laque glycérophtalique et huile sur toile, 200x × 180 cm[20].

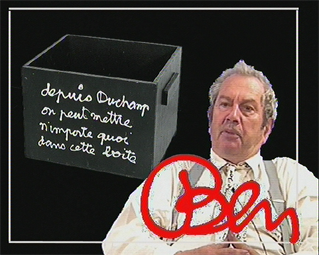
Ben

## Collections privées
- Ben[15].
- Hélène Jourdan-Gassin, Nice[13].
- Anne Roger, Nice[21].